# Europäische Expansion
Als europäische Expansion bezeichnet die Geschichtswissenschaft die allmähliche politische Ausweitung der Herrschaft europäischer Staaten auf weite Teile Afrikas, Amerikas, Asiens, Australiens und Ozeaniens in der frühen Neuzeit. Das Zeitalter der europäischen Expansion begann im 15. Jahrhundert mit den Entdeckungsfahrten der Portugiesen nach Afrika und der Spanier nach Amerika. Höhepunkt und Ende fand es mit dem Kolonialismus und Imperialismus der europäischen Mächte im 19. und 20. Jahrhundert.
Im Zuge der Expansion kam es weltweit zu massiven Bevölkerungsbewegungen, zu denen die Emigration europäischer Kolonisten ebenso beitrug wie der Sklavenhandel. Weitere bedeutende Folgen waren die Ausbreitung der europäischen Kultur, des Christentums, indogermanischer Sprachen und europäischer Krankheiten. Auch Pflanzen und Tiere wurden zwischen der Neuen und der Alten Welt ausgetauscht (sogenannter Columbian Exchange). Des Weiteren schuf der Seehandel der europäischen Mächte die Grundlagen für die Entwicklung weltweiter Wirtschaftsbeziehungen (siehe auch Globalisierung).
Die Ausbreitung der Europäer führte für die indigenen Kulturen der außereuropäischen Länder meistens durch eine mehr oder weniger aggressive Assimilationspolitik zum Verlust ihrer ethnischen Identität (traditionelle Wirtschaftsweise- und Sozialstruktur, Muttersprache, Ethnische Religion, Materialkultur), zum Ethnozid oder Völkermord.

## Überblick über die Phasen

Verlauf der europäischen Expansion und des Imperialismus, 1492–2008

Zeitlich und räumlich kann man vier Phasen mit jeweils verschiedenen Formen der Expansion unterscheiden:
- In der Frühphase praktizierten vor allem die Spanier in Amerika die Errichtung von Beherrschungskolonien. Diese Kolonien entstanden durch militärische Eroberung und dienten der Ausbeutung durch Beamte und Geschäftsleute aus dem Mutterland; eine Besiedelung in großem Stil fand zunächst nicht statt.
- Die Portugiesen bauten dagegen – wie später die Niederländer – in Süd- und Ostasien primär sogenannte Stützpunktkolonien auf. Von dort aus wurde das jeweilige Hinterland wirtschaftlich so erschlossen, dass es die eigene Seeschifffahrt unterstützen konnte. Einheimische Herrscher blieben dabei zumindest formal an der Macht.
- Die dritte, seit dem 17. Jahrhundert vor allem von Engländern angewandte Form der Kolonisation war der Aufbau von Siedlungskolonien, vor allem in Nordamerika und Australien, in denen die billige Nutzung von Land durch Siedler aus dem Mutterland forciert wurde. Dabei wurde die einheimische Bevölkerung als wirtschaftlich nutzlos angesehen und entweder vertrieben oder dezimiert bzw. ausgerottet. Auch religiöse Gründe spielten eine Rolle (die Siedler wollten in ihren Überzeugungen frei sein, was der Staat ihnen nur in den Kolonien erlaubte). Auch die Ausbreitung des Russischen Reiches nach Sibirien fällt in diese Kategorie.
- Im Zeitalter des Kolonialismus und Imperialismus, etwa ab 1850, gingen die konkurrierenden Kolonialmächte dazu über, auch die nicht von Europäern besiedelten, von ihnen aber kontrollierten Gebiete politisch, wirtschaftlich und kulturell möglichst weitgehend zu durchdringen.

Allen Beteiligten – wie Soldaten, Händlern, Siedlern und Missionaren – gemeinsam war die eurozentrische Überzeugung, einer höherstehenden Zivilisation anzugehören, die das Recht habe, mit „unterentwickelten Wilden“ fremder Länder nach Belieben zu verfahren und ihnen Errungenschaften Europas aufzuzwingen.

## Die Ausgangssituation
→ Siehe auch: Kolonialismus#Wirtschaftliche und soziale Motive und Merkmale
Das europäische Spätmittelalter, insbesondere das 14. Jahrhundert, war von gravierenden Umwälzungen der sozialen und ökonomischen Strukturen geprägt. Der Fall der letzten Festung der Kreuzfahrer im Nahen Osten im Jahre 1291 hatte die Ära der Kreuzzüge faktisch beendet. Um 1350 wurde ein Drittel der europäischen Bevölkerung durch die Pest dahingerafft und der daraus folgende Arbeitskräftemangel untergrub die wirtschaftliche Macht des Adels zugunsten des Bürgertums. Dieses Bürgertum war es auch, das in der Folge Handel und Gewerbe zu neuer Blüte verhalf. Der neu entstehende Seehandel der erstarkenden Stadtstaaten Italiens ließ eine frühe Form des Kapitalismus entstehen und verhalf vielen Händlern aufgrund der riesigen Nachfrage nach orientalischen Waren – insbesondere Gewürzen – zu immensem Reichtum. Die Beschreibungen Chinas durch Marco Polo (Il Milione) und die Beschreibungen Indiens im Alexanderroman übten im Mittelalter großen Einfluss aus und verstärkten den Eindruck, Indien sei eine Art Wunderland, versehen mit allen Reichtümern der Erde. Hinzu kam die Legende vom Priesterkönig Johannes, einem mächtigen christlichen König, den man in Asien bzw. Afrika zu finden und als Verbündeten gegen den Islam zu gewinnen suchte.

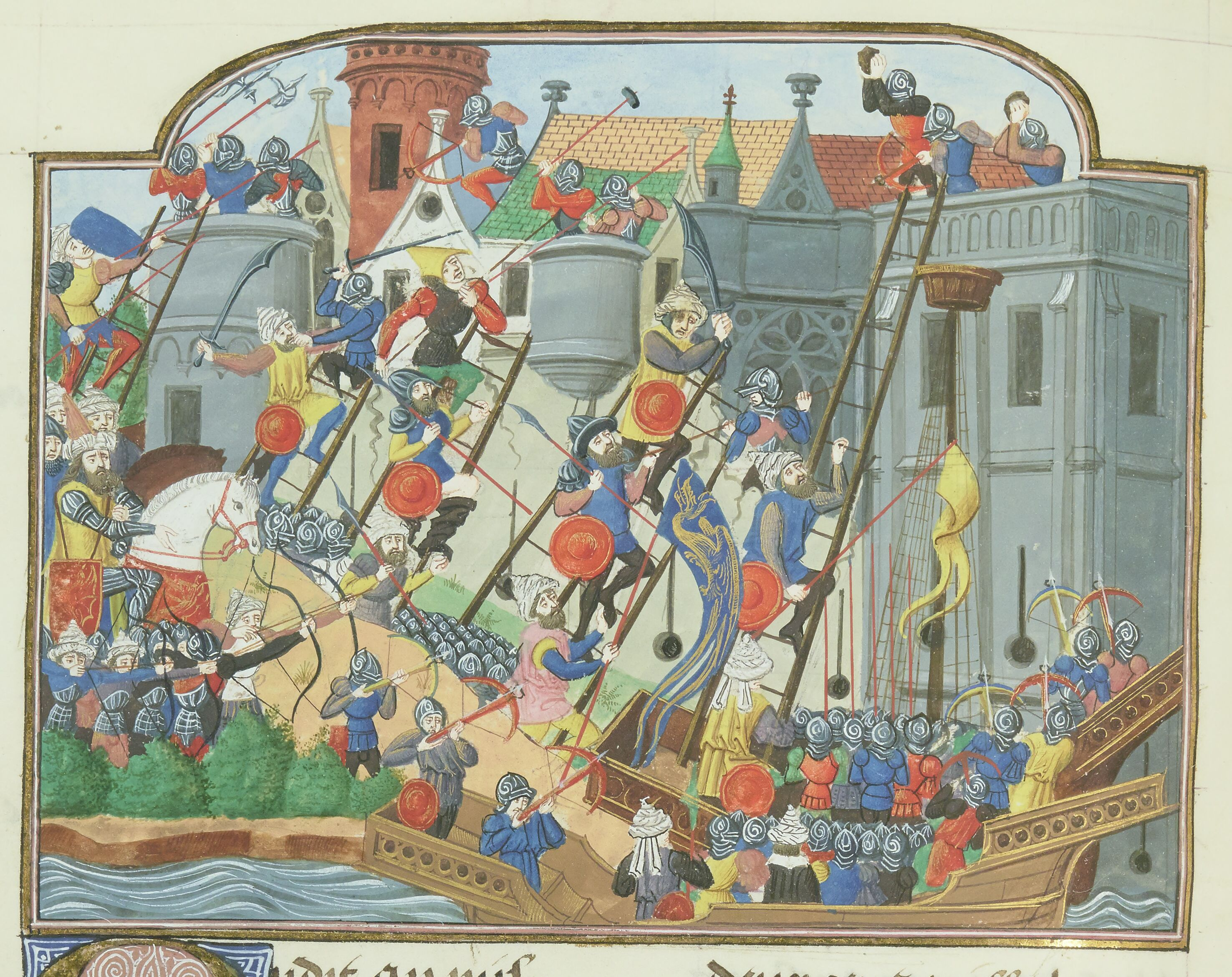
Die Belagerung von Konstantinopel in einer Darstellung aus dem 15. Jahrhundert

Die Eroberung Konstantinopels durch die Osmanen 1453 bedeutete einen herben Rückschlag für die europäischen Händler. Durch die Sperrung des Landhandelswegs über die alte Seidenstraße durch die Eroberer wurden Luxusgüter, vor allem die begehrten Gewürze, immer unerschwinglicher, da sie bisher nur über den Landweg aus Asien importiert werden konnten. Diese These ist allerdings unter Historikern stark umstritten, viele sind der Ansicht, dass sich das Osmanische Reich wohl kaum die lukrativen Geschäfte mit dem christlichen Abendland entgehen ließ. Die beiden iberischen Nationen Portugal und Kastilien sahen die Möglichkeit, die italienischen und asiatischen Zwischenhändler auszuschalten und durch direkten Zugriff auf die Reichtümer Indiens selbst vom Handel zu profitieren. Die Portugiesen bemühten sich, einen Weg nach Indien um Afrika zu finden. Im Laufe des 15. Jahrhunderts hatten vor allem der Portugiese Heinrich der Seefahrer und dessen Schüler den Weg dafür durch ihre Erkundungsfahrten an der Westküste Afrikas bereitet; außerdem waren in dieser Zeit auch zwei neue Schiffstypen, die Karavelle und später die Nao bzw. Karacke aus anderen Schiffstypen weiterentwickelt worden, was die Fahrten erst möglich gemacht hatte. Bei nahezu allen Fahrten spielten auch die großen Handelshäuser eine große Rolle, denn sie finanzierten die jeweiligen Expeditionen und trieben im Erfolgsfall die Entdeckungsfahrten voran.
Viele Gelehrte dieser Zeit vertraten die Ansicht, dass die Erde eine Kugel, Asien somit auch auf dem Seeweg nach Westen zu erreichen sei. Ihre Theorien wurden von vielen zum Teil uralten Legenden und Gerüchten ebenso genährt wie die Tatsache, dass der aus Florenz stammende Geograph Paolo dal Pozzo Toscanelli den Umfang der Erde irrtümlich als viel zu klein eingeschätzt hatte, was schließlich andere Männer der damaligen Zeit auf die Idee brachte, den westlichen Weg nach Asien zu erkunden. Der Erste, dem dies seit der ersten Fahrt der Wikinger unter Leif Eriksson gelang, war der im Auftrag der spanischen Krone segelnde Christoph Kolumbus im Jahre 1492. Kolumbus hatte sich dabei den sachlich korrekten Bedenken vieler Geographen widersetzt, die völlig richtig angenommen hatten, dass die Distanz bis nach Ostasien viel zu groß für eine Seereise mit den Mitteln der Zeit sei. Den Weg nach Indien fand man tatsächlich zunächst durch die Umsegelung Afrikas: im Jahre 1498 erreichte Vasco da Gama die Stadt Kalikut in Indien. Dies war der Beginn des Indienhandels in der Frühen Neuzeit.

### Triebkräfte und Bedeutung der Entdeckungsfahrten
Monokausale Erklärungen für die Entdeckerexpeditionen, die nur auf einen Tatbestand wie die Erschwerung des Orienthandels durch die islamischen Eroberungen (Konstantinopel 1453) oder die langsam beginnende Herausbildung einer kapitalistischen Wirtschaftsweise (erste volle Entfaltung im England des 17./18. Jahrhunderts) abheben, vernachlässigen die Vielzahl der Bedingungen, die für den spezifischen Verlauf der europäischen Expansion bestimmend waren.

Der Bedeutung dieser in der Menschheitsgeschichte einmaligen, weltweiten transozeanischen Expansion waren sich bereits die Zeitgenossen bewusst. Das amerikanische Gold und Silber stärkte die Staatsgewalten in Europa gegenüber den konkurrierenden adligen Lokalmächten, die im Mittelalter die spätere Souveränität der Staaten bzw. der Könige verhindert hatten. Selbst die industrielle Revolution in England ist maßgeblich durch die wirtschaftlichen Folgen der Expansion vorangetrieben worden. So brachten vor allem die westindischen Zuckerpflanzer und die Liverpooler Sklavenhändler die Geldmittel auf, die zum Ausbau der englischen Industrie benötigt wurden. Entsprechend urteilte Adam Smith in seinem Werk „Wealth of Nations“ von 1776: 

„Die Entdeckung Amerikas und die Fahrt nach Ostindien um das Kap der guten Hoffnung sind zwei der größten und bedeutendsten Ereignisse, von denen die Menschheitsgeschichte zu berichten weiß.“

### Wissenschaftliche und technische Vorbedingungen
Die Idee einer systematischen Erkundung der Erde entstand bereits in der Antike. Schon die Pythagoreer in Unteritalien sammelten Belege für die Kugelgestalt der Erde, die dadurch schnell zur maßgeblichen Überzeugung in der griechischen Antike wurde. Bereits im Altertum hatte sich damit die Vorstellung gebildet, dass man durch eine Westfahrt über den Atlantik fremde Länder in Asien erreichen könne. Man wusste ja schon im alten Ägypten von China und anderen Ländern Asiens durch den Import von Apfelsinen und durch die Seidenstraße. Trotz unterschiedlicher Entfernungsvorstellungen hatte ferner bereits Eratosthenes (im 3. Jahrhundert v. Chr.) den tatsächlichen Erdumfang annähernd genau berechnet. Allerdings war im europäischen Mittelalter vor allem das astronomische Lehrbuch des Ptolemäus bekannt („Almagest“), das einen viel zu niedrigen Wert angab. Kolumbus fühlte sich dadurch ermutigt, den scheinbar nicht allzu weiten Weg bis nach Asien meistern zu können. Des Weiteren hatte die mittelalterliche Vorstellung von der Unwirtlichkeit der Regionen im fernen Norden und Süden, auch gestützt auf die Autorität des Aristoteles, von Expeditionen in diese Erdteile abgehalten. Erst die Entdeckungsfahrten der portugiesischen Seefahrer entlang der afrikanischen Atlantikküste im 15. Jahrhundert ließen zunehmend Zweifel an diesem vorherrschenden Meinungsbild aufkommen. Besonders die Expeditionen Heinrich des Seefahrers zur Suche nach direkten Wegen zu den afrikanischen Goldvorräten und Sklaven unter Umgehung der muslimischen Händler Nordafrikas und die in der Renaissance sinkende Autorität des Aristoteles beendeten die europäischen Hemmungen endgültig.
Die bereits im Altertum entwickelte Kartografie reichte für die Orientierung über größere Entfernungen noch nicht aus. Erst Gerhard Mercator löste um 1569 das Problem der Projektion der Kugelfläche auf Plankarten zufriedenstellend. Das Kartenmaterial zuvor wich so erheblich von der Wirklichkeit ab, dass ihr Gebrauch sehr fragwürdig war. Gleichwohl hatte die Fortentwicklung der Kartografie in der Zeit vor ihrer Nützlichkeit für größere Dimensionen wesentliche Anregungen für die Entdeckungsfahrten gegeben.

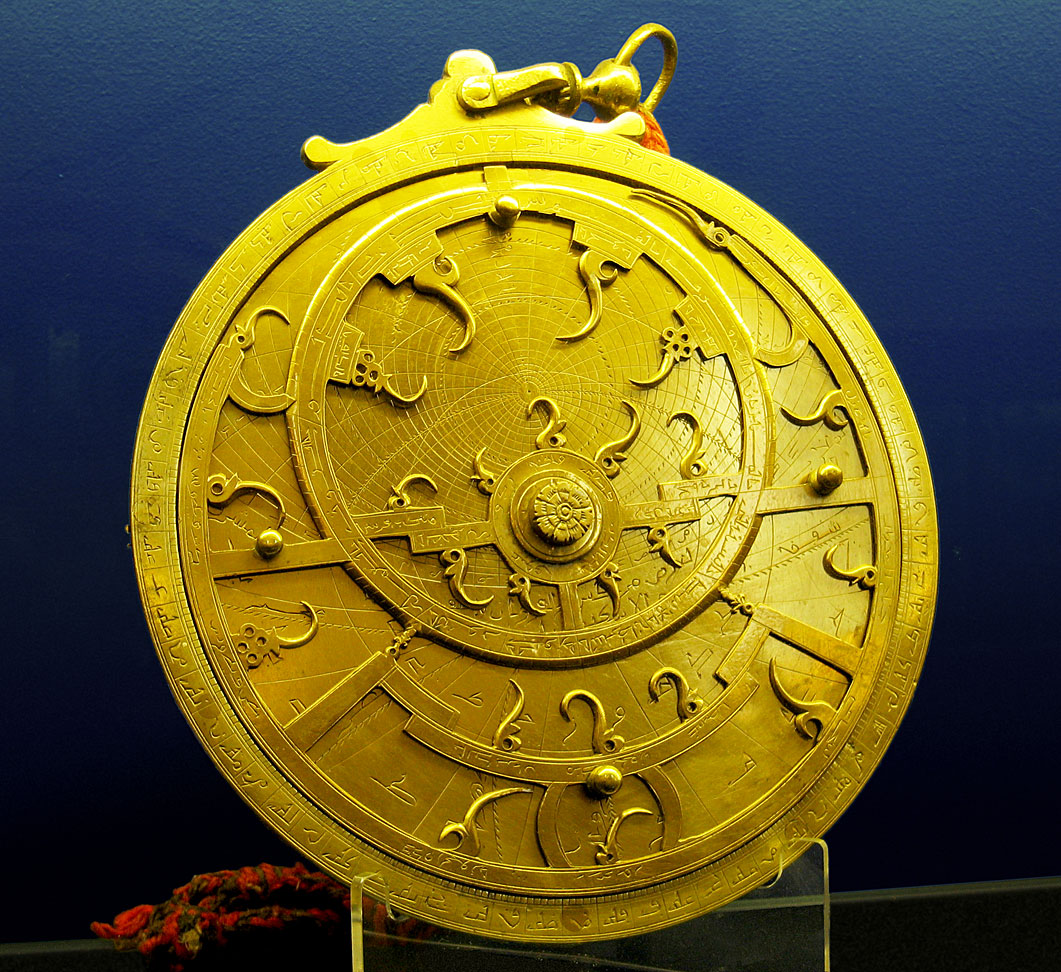
Persisches Astrolabium aus dem 18. Jahrhundert

Im 15. und zu Beginn des 16. Jahrhunderts waren für die Hochseeschifffahrt die astronomischen Kenntnisse zur Standortbestimmung auch ohne Küstensicht viel wichtiger als Kartenmaterial. Als „himmlischer Wegweiser“ dienten Sternenkataloge, wie sie bereits die Astronomen Alexandrias entworfen hatten. Die Beobachtung per Auge war aber zu ungenau, und so bedurfte es der Entwicklung spezieller Instrumente zur exakteren Standortbestimmung.
Das frühe Mittelalter hatte in Europa gegenüber der Antike einen deutlichen Rückfall in die Unwissenheit gebracht (→Bücherverluste in der Spätantike); in dieser Zeit wurde das griechisch-römische Wissenserbe zu einem größeren Teil im islamischen Kulturkreis aufbewahrt. Durch den Kontakt mit islamischen Reichen, besonders über Spanien (→Kalifat von Córdoba, später Taifa-Königreiche), gelangte dieses Wissen schließlich wieder nach Europa. Auch neue arabische, persische und indische Erkenntnisse gelangten über diesen Weg zu Beginn der Neuzeit nach Europa. So ermöglichten beispielsweise die Toledaner Tafeln des spanisch-arabischen Astronomen Al-Zarqali aus der zweiten Hälfte des 11. Jahrhunderts die genaue Bestimmung der täglichen Stellung der Himmelskörper (Fixsterne). Zusammen mit der Messung der Sonnenhöhe und der bekannten Sonnendeklination des betreffenden Tages gelang so die rechnerische Ermittlung des Breitengrades. Portugiesische Seefahrer des 15. Jahrhunderts nutzten diese astronomische Nautik, und auch Kolumbus war sie zumindest bekannt.
Besonders die Instrumentenverbesserung des Astrolabiums und des Quadranten zur Messung der Gestirnshöhe sowie die Erfindung des Jakobstabes zur Winkelmessung wurden von den Arabern übernommen und von europäischen Gelehrten weiterentwickelt. Auch verbesserte astronomische Almanache wie die Alfonsinischen Tafeln (um 1259), der Almanach Perpetuum (um 1475) und die Ephemeriden (1475) waren wesentliche Beiträge der abendländischen Denker. Auch der Kompass, aus China übernommen und dort schon um 1080 in Verwendung, wurde um 1200 in Europa bekannt und verbessert und war hier spätestens um 1270 in Gebrauch. Auch die Abweichung des magnetischen Nordpols vom tatsächlichen war wahrscheinlich schon vor der Entdeckung Amerikas bekannt.
Die wichtigste technische Entwicklung waren wohl hochseetaugliche Schiffe. Während die Galeere der Mittelmeervölker für längere Ozeanfahrten untauglich war, wurde das für die raue See durchaus geeignete, schlanke und leichte Wikingerboot zu Beginn des 13. Jahrhunderts von der mächtigen und schweren, im Ostseeraum entwickelten Kogge verdrängt. Durch baskische Piraten in Norditalien bekannt gemacht, wurde die Kogge dort um 1400 zu einem größeren Rundschiff fortentwickelt und löste das „Mittelmeerschiff“ Galeere ab. Im 15. Jahrhundert entstand im Atlantikraum, besonders an den Küsten Portugals und Kastiliens, ein kleines, längliches Schiff mit 50 bis 100 Tonnen: die Karavelle. Diese war aufgrund ihrer verschiedenen Mastgrößen für starke wie schwache Winde geeignet und durch das von der Kogge übernommene Ruder (Pinne), viel stärker in Gewalt des Steuermanns als vorherige Schiffe. Bertrand Gille (1920–1980) spricht angesichts dieser spätmittelalterlichen und frühneuzeitlichen Entwicklungen im Schiffbau von einem zweifellos bereits damals existierenden „technischen Kosmopolitismus“. Die an Bord befindlichen Schiffsgeschütze machten die Schiffe für außereuropäische Völker nahezu unbesiegbar.
- Kolumbus’ Flaggschiff Santa Maria war mit vier Drehbassen (Kaliber 9 cm) bewaffnet;
- Vasco da Gamas Flaggschiff São Gabriel, eine 21,3 m lange Nau, hatte unter anderem 20 Kanonen an Bord (bei 60 Mann Besatzung), als sie am 8. Juli 1497 in Lissabon startete, um einen östlichen Weg nach Indien zu finden. Mit der Ankunft von Vasco da Gama 1498 in Indien begriffen die arabischen Händler, dass ihr lukratives Monopol des Indienhandels (z. B. der Gewürzhandel) mit Europa in Gefahr war. Folgerichtig war die am 9. März 1500 unter Leitung von Pedro Álvares Cabral in Lissabon startende Expedition (13 Schiffe mit 1200 bis 1500 Mann) groß und stark bewaffnet; als erste Europäer befuhren die Portugiesen die Küsten Brasiliens und siedelten sich bei der dort bereits ansässigen indigenen Bevölkerung an.

## Die Expansion in Afrika
Im frühen 15. Jahrhundert begann Portugal auf das afrikanische Festland überzusetzen und eroberte die marokkanischen Städte Ceuta (1415) und Tanger (1471). Man verstand diese Eroberungen als Teil der Reconquista (also Rückeroberung von ehemals christlich gewesenen Gebieten) und noch nicht als eine Expansion in fremdes Gebiet.
Die ersten See-Expeditionen, die das Afrika südlich der Sahara kartographierten, waren wohl die Fahrten von Heinrich dem Seefahrer, einem portugiesischen Prinzen, zu Beginn des 15. Jahrhunderts. Zuerst wurden das unbewohnte Madeira (1420) und die Azoren (1427) entdeckt und von Portugiesen besiedelt; danach konzentrierte man sich auf die Erkundung der Westküste Afrikas. Diese konnte fortgeführt werden, nachdem Gil Eanes im Jahre 1431 das
zuvor als „Ende der Welt“ bezeichnete Kap Bojador erstmals erfolgreich umsegelt hatte.
Nach der Entdeckung der Kapverden (1458), die später zusammen mit den Azoren und Madeira zu sehr ertragreichen Anbaugebieten für Zuckerrohr wurden, trieb die Gier nach Gold und Sklaven die Entdecker immer weiter nach Süden. Besonders nach der Entdeckung Ghanas, wo die Portugiesen viele Sklaven und auch Gold fanden, nahmen die Expeditionen an Umfang und Anzahl beträchtlich zu.

Animation (zwei Bilder): Darstellung eines Sklavenschiffs (19. Jahrhundert)

Im heute nigerianischen Lagos nahmen europäische Händler erstmals an einer afrikanischen Sklavenversteigerung teil. Die Europäer führten demnach die Sklaverei in Afrika nicht ein, sondern nutzten bereits jahrtausendelang bestehende Strukturen, auf denen schon die Ägypter aufgebaut hatten. Auf ihrem Weg nach Süden benannten sie wichtige Gegenden nach ihren Haupthandelswaren. (Namen wie „Goldküste“ (das heutige Ghana) oder „Elfenbeinküste“ stammen aus dieser Zeit).
Unter der Schirmherrschaft Heinrich des Seefahrers erfolgte um 1445 im portugiesischen Lagos an der Algarve die Gründungen der Casa de Arguim bzw. de Guiné, die beide, auch als Companhia de Lagos (Lagosgesellschaft) bezeichnet, der Entwicklung des portugiesischen Handels mit Westafrika dienten. Die Portugiesen handelten vorrangig mit Sätteln, Stoffen und Messingwaren, aber auch mit Getreide und mit Pferden, die dem afrikanischen Klima schnell erlagen. Ihre arabischen und schwarzafrikanischen Geschäftspartner lieferten hauptsächlich Sklaven, Gold und Elfenbein sowie bereits in dieser Zeit einen besonderen afrikanischen Pfeffer, Malagettapfeffer bzw. Paradieskörner genannt.
Moralische Unterstützung erhielten die Portugiesen von Papst Nikolaus V. mit der Bulle Romanus Pontifex, in welcher die frommen Taten von Heinrich dem Seefahrer gepriesen wurden und den Portugiesen ein Handelsmonopol für neue Gebiete zugesprochen wurde. Weiterhin wurde es erlaubt, Ungläubige zu versklaven und ihren Besitz zu nehmen. Nach dem Tode Heinrich des Seefahrers wurde in den 1460er Jahren die Companhia de Lagos nach Lissabon verlegt und mit anderen Handelseinrichtungen in der Casa da Guiné e da Mina zusammengeführt. Später ging daraus die Casa da Índia hervor.
Bartolomeu Diaz und Vasco da Gama gelang als ersten Entdeckern Ende des 15. Jahrhunderts die Umrundung der Südspitze Afrikas. Südlich des Äquators gab es zwar für die Europäer, außer Sklaven, „nicht viel von Wert“, doch motivierte sie die Suche nach dem Seeweg nach Indien zu einer weiteren Erforschung der afrikanischen Küste. An der Ostküste stießen sie dabei auf zahlreiche von Moslems bewohnte Städte, die regen Handel mit Indien und dem Landesinneren betrieben.
Der Sklavenhandel fand bis zum Beginn des 19. Jahrhunderts fast ausschließlich an der Westküste statt. (In der Frühzeit war es anders: die Ägypter hatten Sklaven hauptsächlich aus dem Sudan und Äthiopien importiert). Zahlreiche Niederlassungen von Senegal bis zum Kap der Guten Hoffnung entstanden nur zum Zweck der Sklavenverschiffung, wie zum Beispiel Luanda, die heutige Hauptstadt Angolas.
Anfangs hielt sich die Nachfrage in Grenzen, doch im 17. Jahrhundert führte die massive Entführung von mehreren Dutzend tausend Menschen jährlich zu einer ernsthaften Gefährdung der lokalen Gesellschaftsverhältnisse. Es wird geschätzt, dass im Zeitraum zwischen 1450 und 1870 etwa 11,5 Millionen Afrikaner aus ihrer Heimat verschleppt wurden, von denen 1,5 Millionen die Überfahrt nach Amerika nicht überlebten. Fast die Hälfte der tatsächlich nach Amerika gelangten – über sechs Millionen – wurde im 18. Jahrhundert nach Amerika verschifft, doch auch nach 1800 waren es noch über drei Millionen. Erst nachdem viele amerikanische Kolonien ihre Unabhängigkeit erlangt hatten und in Europa die Sklaverei verboten wurde, sank die Anzahl der Sklaventransporte und somit auch der verschleppten Afrikaner entscheidend.
Angesichts der lukrativen Geschäfte an der afrikanischen Westküste errichteten ab etwa 1600 auch andere Nationen Handelsposten entlang der Küste, wie z. B. die brandenburgische Kolonie Groß Friedrichsburg. Für die in Ostasien aktiven Nationen Portugal, Großbritannien und Niederlande, in geringerem Maße auch Frankreich, war Afrika auch in seiner Funktion als Zwischenstation nach Asien bedeutend, während die Spanier ihre ostasiatischen Besitzungen von Mexiko aus über den Pazifik anliefen. Die einzige in größerem Maße kolonialisierte Region war die Kapkolonie, die ab 1652 von niederländischen und auch französischen Hugenotten kolonialisiert wurde. Die dort ansässigen Khoisan-Stämme wurden bis 1800 von den neuen Siedlern unterworfen oder ausgerottet. Abgesehen von den beiden portugiesischen Besitzungen in Angola und Mosambik drangen die Europäer erst in der zweiten Hälfte des 19. Jahrhunderts weiter in das Landesinnere vor und erforschten es. Auch wenn die direkte Kontrolle der europäischen Staaten sich nur auf die Küstengebiete beschränkte, so reichte ihr wirtschaftlicher Einfluss doch wahrscheinlich weit in den Kontinent hinein.

## Die Expansion in Asien

### Der Weg nach Asien
Nach den Erkundungsfahrten des portugiesischen Prinzen Heinrichs des Seefahrers zu Beginn des 15. Jahrhunderts hatten viele Seefahrer versucht, einen Weg nach China (siehe auch Chinahandel) oder zu den „Gewürzinseln“ zu finden. Während also ein Christoph Kolumbus mit Unterstützung der spanischen Krone diesen Weg im Westen suchte, rüstete sich ein anderer bereits für eine Expedition in die entgegengesetzte Richtung: Vasco da Gama. Im Juli 1497 verließen seine vier Schiffe Portugal mit dem königlichen Auftrag, den Seeweg nach Indien komplett zu erschließen. Nachdem sie im November das bereits 1486/87 von Bartolomeu Diaz entdeckte Kap der Guten Hoffnung an der Südspitze Afrikas umrundet hatten, erreichten sie die muslimische Stadt Malindi an der Ostküste des schwarzen Kontinents. Von dort aus segelten die Portugiesen mit Hilfe eines einheimischen Lotsen weiter nach Indien, wo sie mit dem König von Calicut einen Handelsvertrag abschlossen. Der daraus erwachsende Reichtum veranlasste die Portugiesen, 1510 die Stadt Goa zu erobern und sie zur Hauptstadt von Portugiesisch-Indien zu machen. Von dort aus wurde der von den Moslems betriebene Seehandel im Indischen Ozean im Laufe der Zeit unterbunden und von portugiesischen Händlern übernommen. Nachdem die katholische Kirche drohte, den Portugiesen das Handelsmonopol für Asien zu entziehen, begann ab 1540 auch die christliche Missionierung Indiens und weiterer Länder in Asien.
In Europa bezeichnete man bald die Zielregion der Erkundung, bestehend aus Vorder- und Hinterindien sowie dem Malaiischen Archipel, als „Ostindien“ – im Unterschied zu Westindien.
Dies geht auf span. las Indias – wörtlich ‚die Indien‘ (Plural), vgl. engl. Indies – zurück und letztlich auf die Bezeichnung India bei Claudius Ptolemäus, die den gesamten Südosten Asiens umfasst (India intra Gangem, ‚Indien innerhalb des Ganges‘ oder Vorderindien, sowie India extra Gangem, ‚Indien außerhalb des Ganges‘, also Hinterindien und Inselindien). Sie wurde aber auch durch den starken kulturellen Einfluss gefördert, den Indien seit der Antike auf Südostasien ausübte.

### Entstehung der europäischen Handelsimperien
Die Molukken selbst wurden zwar schon 1511 von António de Abreu und Afonso de Albuquerque entdeckt und für Portugal erobert, jedoch hatten die Spanier anders als die Portugiesen aufgrund der reichen Silber- und Goldvorkommen in der Neuen Welt kein Interesse mehr daran. Stattdessen begannen sie mit der Besetzung eines Archipels, den bereits Ferdinand Magellan kurz vor seinem Tod 1521 auf seiner Weltumsegelung entdeckt hatte und den der Eroberer Miguel López de Legazpi zu Ehren König Philipps II. 1571 Philippinen nannte. Die Philippinen stellten eine Besonderheit in Asien dar, da sich hier vor der Ankunft der Europäer keine städtische Kultur entwickelt hatte. Aufgrund der raschen Vermehrung der spanischstämmigen Bevölkerung sowie der kargen Böden auf den Inseln zogen die Spanier die einheimische Bevölkerung zur Zwangsarbeit auf ihren Feldern heran. Schon ab 1600 entwickelte sich in Manila, dem spanischen Hauptstützpunkt, ein günstiger Umschlagplatz für chinesische Porzellane und Lackmöbel, die für Silber aus den amerikanischen Kolonien gekauft wurden. Bald jedoch mussten sich die Spanier vor allem der Übergriffe der Portugiesen und Niederländer auf ihre Schiffe und Ansiedlungen erwehren.

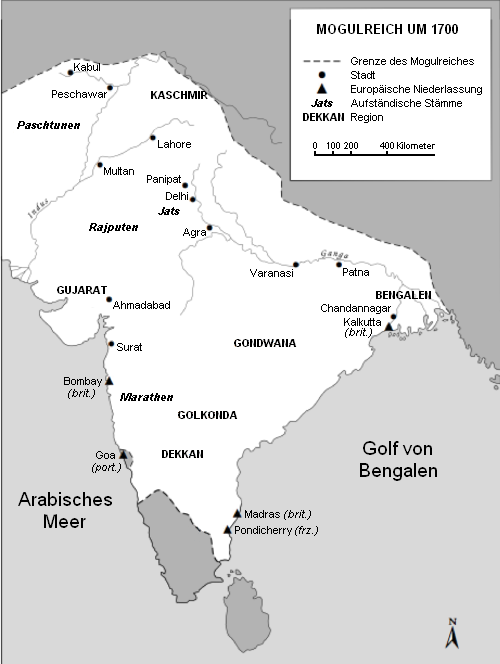
Gebiet des indischen Mogulreiches um 1700

Unterdessen verschafften sich Erstere weitere Handelshäfen im Indischen Ozean. Nach Goa waren noch Malakka (1511) und Hormuz im Persischen Golf (1515) von Portugal erobert und befestigt worden. Da die portugiesischen Händler die wertvollen Gewürze mit ihren Schiffen direkt nach Europa transportieren konnten, waren sie in der Lage, die türkischen und venezianischen Zwischenhändler zu umgehen und somit die Preisangebote der arabischen Käufer zu überbieten. Dennoch musste die portugiesische Krone deutsche und italienische Handelshäuser aus Kapitalnot an den Indienfahrten teilnehmen lassen. Auf ihren Fahrten nach Asien gehörten Gold- und Silberdukaten sowie Kupfer, Blei und slowenisches Quecksilber zur Fracht der Portugiesen, die ihre Gewürze ab 1520 ausschließlich zu festen Preisen in Antwerpen verkauften.
Das indische Mogulreich, das sich 1570 vom Landesinneren her einen Zugang zum Meer verschafft hatte, war den Europäern nie freundlich gesinnt. Die Moguln konnten die europäischen Händler jedoch nie vertreiben. Der portugiesische Plan, die Insel Ceylon zu erobern, wurde deshalb nur durch den Tod des kinderlosen Königs im Jahre 1580 vereitelt, wodurch Portugal an Spanien fiel. Nach dem Untergang der spanischen Armada 1588 sahen somit auch andere Staaten Europas eine Möglichkeit, in den Gewürzhandel einzusteigen. Nach zahlreichen Überfällen auf spanische und portugiesische Schiffe und Stützpunkte wurde im Jahre 1600 die Englische Ostindien-Kompanie gegründet, die dem portugiesischen Seehandel ebenso schwer zusetzte wie die 1602 entstandene Niederländische Ostindien-Kompanie.
Im Auftrag der Niederländischen Ostindien-Kompanie schrieb der Völkerrechtler Hugo Grotius sein Werk Mare Liberum („Das freie Meer“), in welchem die Meere zu internationalen Gewässern erklärt wurden. Hierdurch wurden die Rechte der Portugiesen in Frage gestellt, die im Vertrag von Tordesillas festgelegt worden waren. Die Niederländer besetzten bald darauf die portugiesischen Molukken, eroberten Ceylon und errichteten 1619 ihre Faktorei Hollandia (das spätere Batavia und heutige Jakarta). Besonders in Südostasien setzten sie, nachdem dort die Portugiesen weiter an Einfluss verloren hatten, dem britischen Seehandel schwer zu. Indem den lokalen Fürsten eine Art Lehensverhältnis aufgezwungen wurde, erlangte die Niederländische Ostindien-Kompanie immer mehr die Kontrolle über den Gewürzhandel. Aufgrund der profitorientierten Haltung der Kompanie wurde daneben allerdings nichts zur Missionierung der Einheimischen unternommen, sie wurde im Gegenteil sogar verboten.
Nach ihren Fehlschlägen in Südostasien konzentrierten sich die Briten auf das kontinentale Indien, wo sie für ihre Kompanie Bombay und Kalkutta als Stützpunkte einrichteten. Mitte des 17. Jahrhunderts fasste auch Frankreich mit der Gründung der Französischen Ostindien-Kompanie in Indien Fuß. Engländer und Franzosen spielten die indischen Fürsten oftmals gegeneinander aus, um sich ihrer Unterstützung zu versichern. In der zweiten Hälfte des 18. Jahrhunderts entwickelte sich aus den Feindseligkeiten ein von den beiden Seiten geführter Stellvertreterkrieg, in dem die Briten nach der Schlacht von Plassey unter der Führung von Robert Clive, 1. Baron Clive 1757 als Sieger hervorgingen. 1773 schließlich wurde die Kompanie der britischen Regierung direkt unterstellt. Das von den durch Hofintrigen der europäischen Gesandten, Aufständen und Gebietsforderungen Großbritanniens geschwächte Mogulreich besaß zwar nominell immer noch die Oberhoheit über den indischen Subkontinent, doch die wahre Macht lag nun in den Händen der Briten. Bis 1857 übernahmen sie auch offiziell die Herrschaft über Indien.
Vor allem die Ostindien-Kompanien trugen maßgeblich zum wirtschaftlichen und auch militärischen Aufstieg Westeuropas bei. Da der Asienhandel nach der Erschließung des direkten Seewegs nach Indien und Ostasien einen Zwischenhandel über moslemische Staaten wie das Osmanische Reich nutzlos machte, folglich über die westeuropäischen Küstenstädte abgewickelt werden konnte, verfiel die Macht der italienischen Stadtstaaten. Der wirtschaftliche Schwerpunkt verlagerte sich somit vom Mittelmeerraum an die Atlantikküste, wo die Hafenstädte nun die frühkapitalistischen Wirtschaftsstrukturen des 15. und 16. Jahrhunderts übernahmen und weiterentwickelten. Vor allem in Großbritannien, Frankreich und den Niederlanden entstanden folglich mit der Einführung eines fortschrittlicheren Finanzwesens die Grundlagen des modernen Kapitalismus mit all seinen Ausprägungen. Diese Staaten waren es neben Spanien und Portugal auch, die durch den Aufbau großer Handelsflotten die Verflechtung aller Wirtschaftsräume der Welt weiter vorantrieben.

### Handel mit China

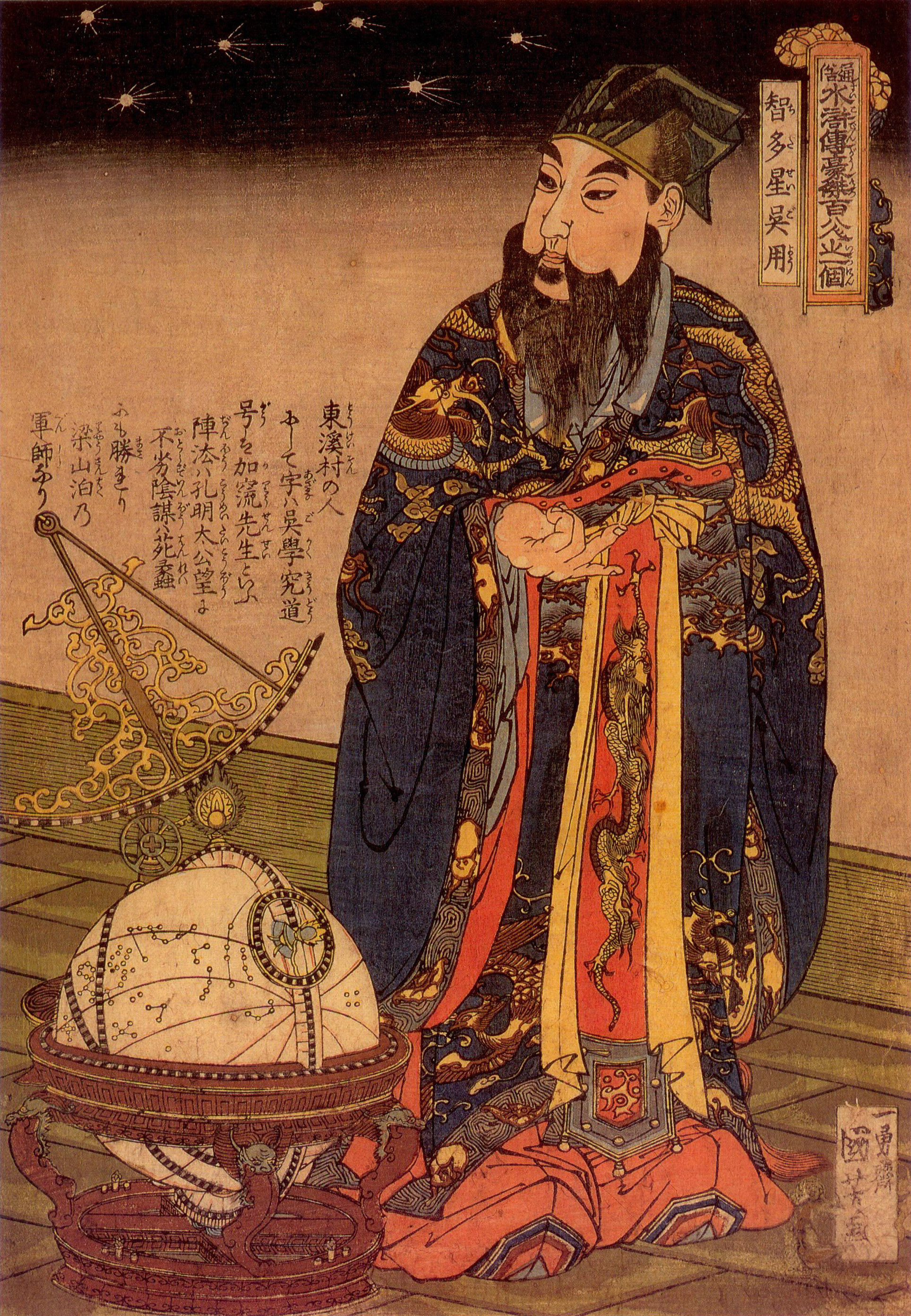
Bild eines chinesischen Astronomen von 1675; deutlich zu erkennen sind die von den Jesuiten eingeführten astronomischen Instrumente.

In China herrschte als Nachfolger der Ming-Dynastie seit 1644 die aus der Mandschurei stammende Mandschu- oder Qing-Dynastie über ein Reich, das in etwa über so viele Einwohner verfügte wie ganz Europa und eine enorme Wirtschaftsmacht entwickelt hatte. Allein die Manufakturen in Nanjing produzierten jährlich mehrere hunderttausend glasierte Porzellangefäße, die hauptsächlich für den Export gefertigt und je nach Bestimmungsort mit den dort gewünschten Motiven verziert wurden. Auch die Seidenproduktion übertraf die Produktion der restlichen Welt um ein Vielfaches. Für chinesische Seide und Porzellan gab es überall auf der Welt eine große Nachfrage; auch Tee wurde exportiert.
Der Chinahandel entwickelte sich langsamer als der bereits im 16. Jahrhundert lukrative Indienhandel der europäischen Seemächte. Zwar gab es seit 1601 durch Matteo Ricci eine kleine Jesuitenmission, die insbesondere astronomische Kenntnisse vermittelte, doch ansonsten war der europäische Einfluss gering. Als Zahlungsmittel für die chinesischen Waren wurden nur Silber (von den Spaniern) und Gold (von den Russen) akzeptiert. Den Russen wurde im Vertrag von Nertschinsk 1689 der unbeschränkte Handel gewährt, doch die anderen Nationen hatten keinen Anteil daran. Die bis ins 19. Jahrhundert hinein einzig geduldeten Handelsplätze waren die portugiesische Insel Macau in der Mündung des Perlflusses und der Hafen von Kanton, doch alle weitergehenden Maßnahmen von Seiten der Europäer wurden nicht toleriert.
Nachdem Europa im Verlauf des 18. Jahrhunderts Chinas Monopolstellung sowohl bei der Porzellanherstellung (Meißener Porzellan) als auch bei der Teeproduktion (Plantagen in Britisch-Indien) gebrochen hatte, kauften europäische Händler immer weniger Waren in China. Stattdessen versuchten Briten und Franzosen das chinesische Kaiserreich als Absatzmarkt zu erschließen (Macartney-Mission). Besonders gewinnbringend wurde dabei die illegale Einfuhr von Opium nach China. Da die chinesische Wirtschaft jedoch massiv auf die Silbereinkünfte angewiesen war, die nun immer mehr abnahmen, steuerten die Staatsfinanzen zusehends auf den Ruin zu. Als China den Opiumhandel durch Kontrolle der Händler und Beschlagnahmung der Ware zu unterbinden begann, reagierte Großbritannien darauf mit der Entsendung von Kriegsschiffen. Der Erste Opiumkrieg zeigte nur allzu deutlich die Schwächen des Kaiserreichs auf. China musste im Friedensvertrag Hongkong an Großbritannien abgeben und zwölf Vertragshäfen dem unbegrenzten Handel öffnen. Dies läutete schlussendlich den Niedergang des chinesischen Kaiserreichs ein.

### Handel mit Japan
→ Siehe auch: Epoche des Namban-Handels
1543 kam es auf Tanegashima zum ersten Kontakt zwischen Europäern und Japanern. Die Neuankömmlinge revolutionierten nicht nur durch die Einführung des (Tanegashima-)Gewehrs die japanische Kriegsführung, sondern verbreiteten dort auch das Christentum. Japan war daneben seit der zweiten Hälfte des 16. Jahrhunderts zum führenden ostasiatischen Exporteur von Kupfer und Silber aufgestiegen. Ein Großteil der Edelmetalle wurde zum Kauf von Seide nach China transportiert, da die rasant ansteigende Nachfrage nach Seide – sie wurde zur Herstellung von Kimonos gebraucht – schon lange nicht mehr durch die landeseigene Produktion gedeckt werden konnte.
Einige Feudalherren, sogenannte Daimyo, hatten im Westen der japanischen Inseln als Zeichen ihrer Unabhängigkeit von der Zentralmacht in Kyōto das Christentum angenommen. Als Reaktion darauf untersagte der Shogun ab 1590 weitere Missionierungen und die Ausübung der christlichen Religion. Da fast alle europäischen Länder neben dem Handel aber auch die Bekehrung der japanischen Bevölkerung im Sinn hatten, wurde jedem Europäer das Betreten der japanischen Inseln untersagt. In der Edo-Zeit (1603–1868) verbot die Dynastie der Tokugawa ab 1639 allen Ausländern den Kontakt mit Japanern, mit Ausnahme der Chinesen und Niederländer. Der Kontakt mit den Niederländern war auf die künstliche Insel Deshima in der Bucht von Nagasaki beschränkt. Der Handel war ihnen nur deshalb weiterhin erlaubt, weil sie nicht wie die anderen europäischen Staaten versucht hatten, die Japaner zum Christentum zu bekehren. Diese Isolation dauerte über 200 Jahre an, bis der amerikanische Commodore Matthew Perry die Japaner 1853 mit nur vier Kriegsschiffen zur erneuten Öffnung ihrer Häfen zwang.

### Expansion Russlands
→ Siehe auch: Geschichte Sibiriens
Die lange Herrschaft der Goldenen Horde und Feindseligkeiten mit den Nachbarstaaten waren ein Hauptgrund dafür, dass das Großfürstentum Moskau um 1450 faktisch von der westlichen Welt isoliert war. Die Eroberung von Nowgorod durch Moskau 1478 und die darauffolgende Unabhängigkeitserklärung zeigten jedoch, dass die Macht der Fürsten von Moskau dadurch keinen Rückschlag erlitten hatte. Die Tataren setzten sich zwar erbittert zur Wehr, aber sie konnten nicht verhindern, dass die Moskowiter durch die Vernichtung der Khanate Kasan 1552 und Astrachan 1556 die Kontrolle über das Wolgabecken erlangten. Trotz der Plünderung Moskaus durch die Krimtataren 1571 beherrschten sie ein Jahrzehnt später das gesamte Gebiet des heutigen Russlands bis zum Ural. Dies war jedoch nicht den Truppen des Zaren zu verdanken. Stattdessen hatte die reiche Kaufmannsfamilie Stroganow in den zwei Jahrzehnten zuvor umfangreiche Privilegien auf deren großen Ländereien westlich des Uralgebirges eingeräumt bekommen, darunter auch die Anwerbung eigener Truppen. Diesen gelang es 1582, die Residenz des Sibirischen Khans, Isker, zu erobern. Dennoch wurde die Expansion nach Osten erst nach dem Livländischen Krieg 1582/83 vom Staat unterstützt, als der Abgesandte der Stroganows mit teuren Pelzen und der Nachricht über den Sieg über die Sibirische Horde an den Zarenhof kam.
Der Pelzhandel lockte auch in Sibirien viele Siedler in die unerforschten Gebiete. Die indigenen Völker wurden dabei entweder russifiziert oder ausgerottet. Die Pioniere, in der Hauptsache Kosaken, errichteten entlang der Flussläufe Sibiriens an den Handelswegen neue Stützpunkte, die sich allmählich zu Städten entwickelten. Beispiele hierfür sind Tjumen 1586, Krasnojarsk 1628, Irkutsk 1652 und Ochotsk 1649 sowie Omsk 1716 und Petropawlowsk 1752. Die Küste des Pazifiks wurde erstmals 1639 erreicht; zehn Jahre später Ochotsk, die erste russische Stadt am Pazifik, gegründet. Russlands Herrschaft über Sibirien gründete sich hauptsächlich auf diesen Siedlungen sowie einem harten Tributsystem. Im Fernen Osten verweigerten sich die ansässigen Völker, denn sie erklärten, dass sie bereits einem mächtigen Bogdoi Zahlungen leisteten. Wer dieser Bogdoi war, wurde klar, als eine Armee der Mandschu im Amurbecken auftauchte und das undisziplinierte russische Heer nach einigen Anfangsschwierigkeiten in die Flucht schlug. Im Jahre 1689 musste dann auch das Gebiet nördlich des Flusses Amur, das Russland zuvor China abgenommen hatte, im Vertrag von Nertschinsk an China zurückgegeben werden. Im Gegenzug wurde den Russen das Privileg gestattet, Seide im Austausch gegen Gold zu kaufen. Dies war der erste je von einem chinesischen Kaiser abgeschlossene bilaterale Vertrag.
Bis Mitte des 17. Jahrhunderts war es zu intensiver Besiedelung durch russische Kolonisten gekommen, so dass in den Gebieten östlich des Urals bereits mehr Europäer als Ureinwohner lebten. Dies war hauptsächlich durch die reichen Rohstoffvorkommen und die Besiedelungspolitik der russischen Zaren bedingt, die oft Kolonisten aus anderen Ländern Europas anwarben. Ab etwa 1700 trat die Expansion dann in ein anderes Stadium über, denn nun traten wissenschaftliche Gründe in den Vordergrund, wie etwa das Interesse für Informationen über die indigenen Völker. Dennoch spielten auch hier praktische Erwägungen eine Rolle. Die ersten Expeditionen zur Halbinsel Kamtschatka sollten nicht nur eine vermutete Landbrücke zwischen Amerika und Asien finden, sondern auch einen möglichen Seeweg zu den übrigen europäischen Besitzungen auf dem amerikanischen Kontinent. Durch die Bemühungen des russischen Generals Nikolai Nikolajewitsch Murawjow-Amurski konnten im 19. Jahrhundert dem schwachen China weite Territorien im Fernen Osten vertraglich entzogen werden. 1860 gründeten die Russen die Stadt Wladiwostok, die Perle des Ostens; ebenso wurden weitere Häfen errichtet, um am Pazifikhandel teilzunehmen. Bis zum Russisch-Japanischen Krieg 1904/05 beherrschten die Russen auch die Mandschurei, bauten dort die Transmandschurische Eisenbahn und gründeten unter anderem die Stadt Harbin. Zwar waren zuvor auch die Halbinsel Kamtschatka sowie Alaska besetzt worden, doch hatte dies keinen großen Einfluss mehr auf die weitere Entwicklung Russlands.

## Die Expansion in Amerika

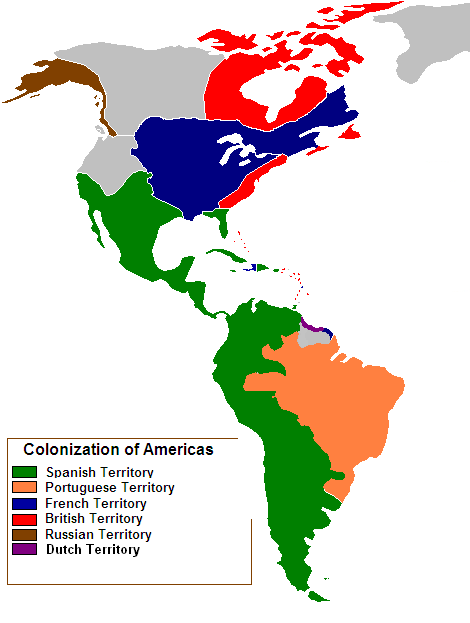
Amerika um 1750

Die amerikanischen Ureinwohner („Indianer“) waren Nachkommen eiszeitlicher Jäger, die aus Asien über eine Landbrücke nach Nordamerika eingewandert waren und sich von dort aus über den ganzen Kontinent verbreitet hatten. Im Zuge dieser Verbreitung passten sich die Ureinwohner ganz ihrer jeweiligen neuen Umgebung an. Alle Gruppen entwickelten vielfältige und doch teilweise vollkommen verschiedenartige Kulturen. Dabei entstand eine immense Spannweite der kulturellen und auch technologischen Entwicklung der indigenen Völker: Zwar verbreiteten sich Landwirtschaft und Viehzucht über den ganzen Kontinent, doch konnten sich nur auf der Halbinsel Yucatán und in Zentralmexiko sowie in den peruanischen Anden Hochkulturen mit dauerhaftem Bestand entwickeln. Hier bildeten sich im Laufe der Jahrhunderte vergleichsweise komplexe staatliche Strukturen, die den übrigen Stämmen Amerikas oftmals – und in Einzelfällen sogar den Völkern Eurasiens – in technologischer Hinsicht überlegen waren. Auffällig ist jedoch die Tatsache, dass viele grundlegende Erfindungen – Landwirtschaft, Viehzucht, Töpferei, primitive Goldverarbeitung – unabhängig von der übrigen Welt gemacht wurden, andererseits jedoch viele Technologien in ganz Amerika nie erdacht wurden. Dazu zählen die Bearbeitung von Kupfer, Bronze oder Eisen ebenso wie das Rad oder eine alphabetisierte Schrift. Somit befanden sich die Völker Amerikas in etwa auf einer technisch gesehen jungsteinzeitlichen Entwicklungsstufe, wenn sie sich auch hervorragend an ihre Umgebung angepasst und vielschichtige Gesellschaftsstrukturen entwickelt hatten. Die Zahl der Ureinwohner zum Zeitpunkt der Entdeckung Amerikas 1492 ist sehr schwer zu bestimmen und war Gegenstand hitziger Dispute insbesondere amerikanischer Historiker, deren Schätzungen bei zehn bis einhundert Millionen Menschen für den gesamten Kontinent liegen.

### Süd- und Mittelamerika
Die neu entdeckten Gegenden wurden nach den ersten Reisen des Kolumbus unter den beteiligten Mächten Portugal und Spanien im Vertrag von Tordesillas 1494 aufgeteilt. Demnach erhielt Spanien alle Länder, die 370 spanische Leguas (ca. 1770 km) westlich der Kapverdischen Inseln bereits entdeckt oder noch zu entdecken waren, Portugal dementsprechend alles östlich dieser meridional verlaufenden Linie. Freilich hatte bis dahin noch keiner der beiden Staaten ernsthafte Gebietserweiterungen vorgenommen, von der Inbesitznahme Hispaniolas 1493 einmal abgesehen.

#### Spanische Expansion

Spanische Kolonien

Nach der Besetzung Kubas durch die Spanier 1511 landete ein kleiner Trupp von Soldaten und Abenteurern – viele unter ihnen waren Veteranen der Reconquista – unter dem Kommando des Hernán Cortés 1519 auf dem mittelamerikanischen Festland. Angelockt von den Gerüchten und unterstützt von diversen ansässigen Indianerstämmen zogen die Conquistadores nach Tenochtitlán, der Hauptstadt des Reiches der Azteken. Deren König Moctezuma II. hieß die Fremden zunächst willkommen. Cortés zeigte jedoch sehr bald seine wahren Absichten und begann einen Krieg gegen die Azteken. Die Spanier konnten zwar 1520 noch zurückgeschlagen werden, eroberten die Stadt jedoch trotz erbitterten Widerstands von Seiten der Azteken am 13. August 1521 und zerstörten sie vollständig. Auf ihren Trümmern entstand dann das spätere Mexiko-Stadt, das schnell durch, von Gerüchten über unermesslichen Reichtum angelockte, Siedler anwuchs. Kaum drei Jahre später unterwarf Pedro de Alvarado mehrere Maya-Stämme im heutigen Guatemala in einem blutigen Feldzug.

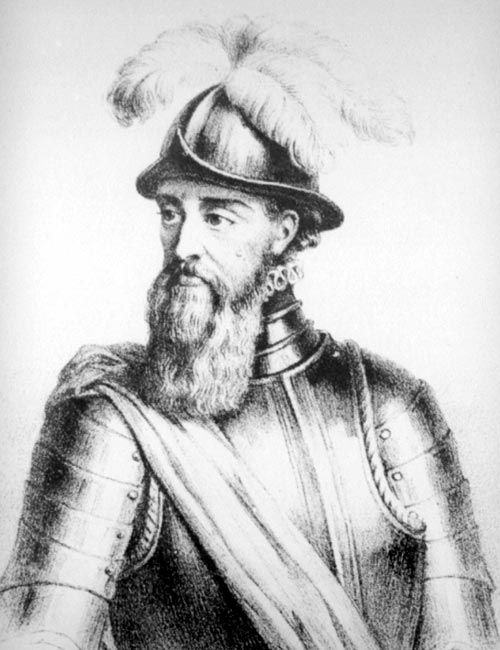
Francisco Pizarro, Eroberer von Peru

Etwa zur selben Zeit, da Cortés im heutigen Mexiko gelandet war, wurde Panama-Stadt gegründet, die erste europäische Siedlung am Pazifik. Von hier zogen die Spanier aus zu ihrem zweiten großen Feldzug: der Eroberung des Reiches der Inka. Wieder einmal hatten Berichte über einen unglaublich reichen König die Spanier nach Süden gelockt. Eine kleine Gruppe von Kundschaftern unter der Führung des Francisco Pizarro war bereits 1527 zu einem Außenposten der Inka gelangt und hatte genauere Informationen über die Struktur und innere Verfassung des Reiches erbracht. Pizarro holte die Erlaubnis Karls V. zu einem organisierten Feldzug ein und segelte 1532 mit kaum mehr als 150 bis 200 Mann von Panama aus erneut die Westküste Südamerikas entlang in Richtung Süden. Die Eroberer landeten an der Küste Perus und zogen zur Stadt Cajamarca, wo der Inkaherrscher Atahualpa lagerte. Er hatte gerade im Bürgerkrieg gegen seinen Stiefbruder Huáscar gesiegt und ihn gefangen genommen. Selbstsicher empfing er die Ankömmlinge, die ihn im Handstreich selbst gefangen nahmen und ein Lösegeld für ihn forderten. Als seine Untertanen das geforderte Gold abgeliefert hatten, wurde Atahualpa getauft und sofort danach erdrosselt. Die Conquistadores schlugen danach noch drei Armeen der Inka in die Flucht, bevor sie kampflos in die Hauptstadt Cusco einzogen. Sie hatten ein Reich zu Fall gebracht, dessen Einwohnerzahl der Spaniens gleichkam und das eine hocheffiziente Verwaltung und eine Armee von wahrscheinlich über 30.000 Mann besaß. Wie schon bei der Eroberung von Mexiko profitierten die Spanier von einer entscheidenden Schwäche des Reiches, das sie angriffen.
Die Spanier besetzten in den folgenden Jahrzehnten noch weitere Teile Mittel- und Südamerikas, nämlich die Gebiete der heutigen Staaten Honduras, Nicaragua, Costa Rica sowie alle heute spanischsprachigen Länder Südamerikas; außerdem drangen sie auch nach Kalifornien vor. Dennoch dauerte es aufgrund des unwegsamen Geländes sehr lange, bis Revolten niedergeschlagen werden konnten; so wurden die letzten Inka-Rebellen des Túpac Amaru 1572, die letzte freie Stadt der Maya auf Yucatán, Tayasal, gar erst 1697 besiegt.
Die Krone errichtete bis Mitte des 16. Jahrhunderts in den besetzten Gebieten die beiden Vizekönigreiche Neuspanien (Mittelamerika) und Neu-Kastilien (Südamerika); später wurden die beiden Vizekönigreiche von Neu-Granada (~Kolumbien) und La Plata (~Argentinien, Paraguay, Uruguay) ausgegliedert. Parallel zur Einsetzung einer der Krone direkt unterstehenden kolonialen Administration wurden weite Teile der einheimischen Bevölkerung durch die katholische Kirche zum Christentum bekehrt. In manchen Gebieten, in denen die militärische Eroberung und die administrative Kontrolle durch den Staat scheiterten, trug die katholische Kirche damit auch entscheidend zum Erfolg der spanischen Herrschaft bei, etwa in Form der Jesuitenreduktionen in Paraguay.
Viele der Veteranen aus den Eroberungskriegen und auch später immigrierte Kolonisten gingen legitime wie nicht legitime Verbindungen mit indianischen Frauen ein. Diese Verbindungen waren die Grundlage für die Vermischung von spanischen und indigenen Bevölkerungsteilen, deren Nachkommen, die so genannten Mestizen, tragender Teil der kolonialen Gesellschaft wurden. Die rein indigene Bevölkerung wurde im Laufe der Jahre durch die von den Siedlern eingeschleppten Krankheiten und die harte Zwangsarbeit auf den Haziendas Mexikos und in den Bergwerken Perus – vor allem in der Stadt Potosí – in großem Maße dezimiert. Die 1542 eingeführten so genannten Leyes Nuevas, die eine Verbesserung der Arbeitsbedingungen bewirken sollten, mussten aufgrund des Widerstandes vieler Kolonisten bereits ab 1545 teilweise zurückgenommen werden. Spätere Schutzgesetze erwiesen sich als ebenso nutzlos, an der schlechten Behandlung der Ureinwohner konnten Provinzgouverneure und auch engagierte Missionare, wie etwa Bartolomé de Las Casas, durch ihre Erlasse bzw. Predigten und Schriften alleine nicht viel ändern.
Das Massensterben der Einheimischen bewirkte bald einen Mangel von Arbeitskräften. Anstatt die harten Arbeitsbedingungen der indianischen (Quasi-)Sklaven zu verbessern, wurden immer mehr Sklaven aus Afrika in die Kolonien verschifft, wodurch die massive Veränderung der Bevölkerungsstruktur in den Kolonien noch verstärkt wurde. Hauptsächlich durch den Sklaveneinsatz wurden die Hauptexportgüter der spanischen Kolonien erwirtschaftet: Koschenille, Häute, Talg, Zucker und vor allem das Silber aus den mexikanischen und peruanischen Minen, das oftmals als Zahlungsmittel für den Kauf chinesischer Seide diente. Um einen sicheren Transport der wertvollen Waren nach Spanien bzw. Ostasien zu gewährleisten, wurde bald ein Geleitzugsystem für den Transport über die Ozeane eingeführt sowie die privilegierten Ein- und Ausfuhrhäfen – Havanna auf Kuba, Cartagena in Kolumbien, Veracruz und Acapulco in Mexiko sowie das spanische Sevilla, später Cádiz – stark befestigt. Mit dem gelieferten Silber bezahlte die spanische Krone oftmals ihre Kriege in Europa, was die Silbertransporte zu einem Hauptziel der Kriegsgegner machte. Das in Spanien ankommende Silber wurde meist zum Einkauf verschiedener Waren verwendet, vor allem für Getreide, Stoffe und Metallwaren. Der Reichtum aus den Kolonien konnte somit nicht verhindern, dass der spanische Staat im 16. Jahrhundert dreimal seinen Bankrott erklären musste; stattdessen profitierten davon vor allem die niederländischen und später auch britischen Küstenstädte, die exakt die von den Spaniern geforderten Waren produzierten. Die von den Spaniern geführten Kriege in Europa, darunter der Spanische Erbfolgekrieg, und das durch die Minen der Kolonien bewirkte Ende der Knappheit an Edelmetallen, wodurch die Preise für Gold und Silber fielen, ruinierten den spanischen Staat noch zusätzlich.
Gleichzeitig mit dem Entstehen des Silberbergbaus führten die Spanier ihrerseits aber auch neue Nutztiere ein, da es auf dem gesamten amerikanischen Kontinent keine einzige Art gab, die als Nutztier ausreichend für ihre Zwecke geeignet war. Während also in den Kolonien der neuen Welt Viehzucht eingeführt wurde, brachten die Spanier auch Feldfrüchte der neuen in die alte Welt. Kartoffel, Tomate und Mais wurden vor allem in West- und Südeuropa im Laufe der Jahrzehnte zusammen mit dem aus Zuckerrohr gewonnenen Zucker zu grundlegenden Bestandteilen der Nahrung der dortigen Bevölkerung.
Ab Mitte des 17. Jahrhunderts wurde die Kolonialverwaltung stark rationalisiert und das Steueraufkommen der Siedler erhöht. Später versuchte die Dynastie der Bourbonen, die amerikanischen Besitzungen durch weitere Reformen noch enger an das Mutterland zu binden und dessen Bedürfnisse denjenigen der Kolonien überzuordnen. Dies führte jedoch zu einer Entfremdung der kolonialen Bevölkerung von Spanien.
Als Spanien in den Napoleonischen Kriegen 1808 von Frankreich besetzt wurde, war die Kolonialverwaltung in ihrer Autorität geschwächt. Die Kolonisten waren aufgrund der Bevormundung durch die spanischen Behörden im Laufe der Zeit immer unzufriedener geworden. Sie hatten schon lange politische, wirtschaftliche und administrative Autonomie gefordert und nutzten nun die Gunst der Stunde für ihre Unabhängigkeitserklärung. Bis 1826 schafften es die Armeen von José de San Martín von Argentinien und von Simón Bolívar von Venezuela aus, die Spanier aus ganz Südamerika zu vertreiben. In Mexiko wurde die spanische Herrschaft nach einem elfjährigen Aufstand unter der Führung des Generals Agustín de Iturbide beendet.

#### Portugiesische Expansion

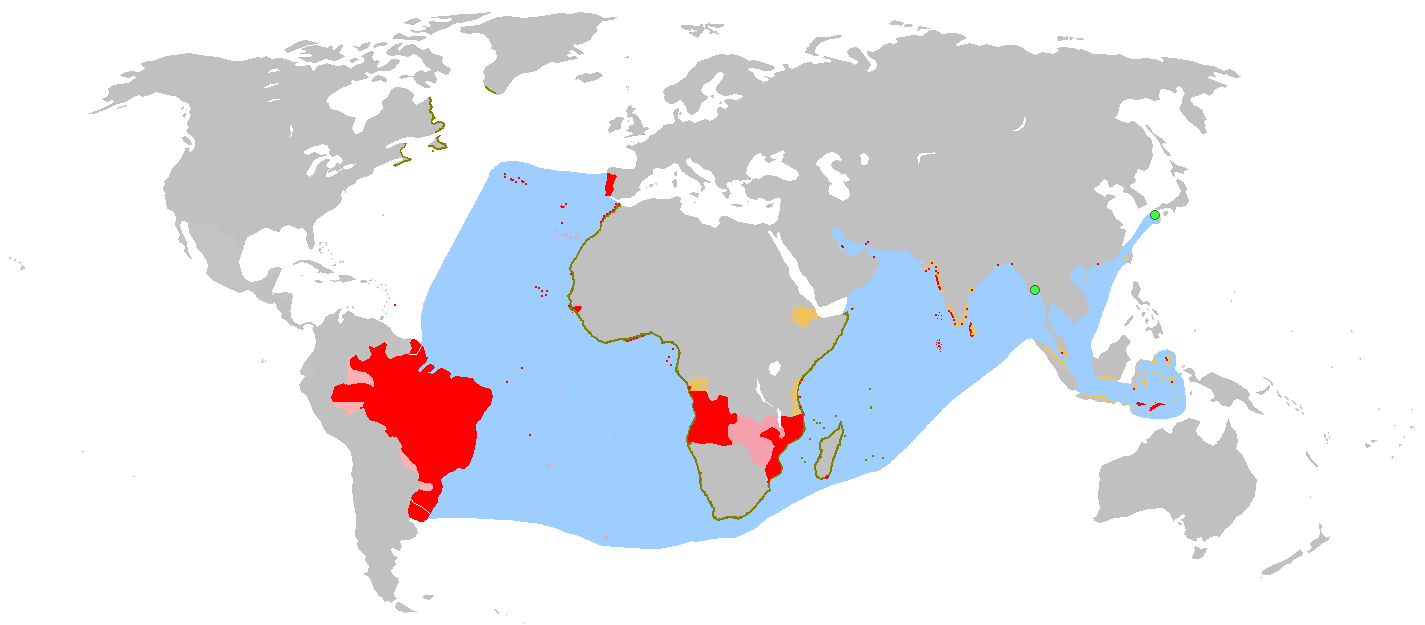
Portugiesische Kolonien

Portugal ließ sich mit der Kolonialisation Amerikas etwas länger Zeit: Zwar nahm Pedro Álvares Cabral Ostbrasilien schon 1500 offiziell in Besitz, doch wurde der Verwaltungssitz Bahia erst 1549 gegründet; hauptsächlich jedoch nur aufgrund der portugiesischen Befürchtungen, die Franzosen und Engländer könnten ihnen zuvorkommen. Ein weiterer Grund für die späte Besiedelung war die Notwendigkeit der Entscheidung zwischen Indien und Brasilien, wobei Indien zunächst weitaus profitabler erschien. Deshalb ist es bezeichnend, dass der Amazonas als Erstes nicht von einem Portugiesen, sondern dem Spanier Francisco de Orellana befahren wurde. Bis zum letzten Quartal des 16. Jahrhunderts hatte sich die brasilianische Küste zum führenden Zuckerrohrproduzenten entwickelt, vor allem aufgrund der massiven Verschiffung afrikanischer Sklaven von Angola nach Amerika. Da Portugal und Spanien ab 1580 unter einer Krone vereinigt waren, wurde ein Sklavenüberschuss später oftmals gegen Zahlung von Silber in das von den Spaniern beherrschte Gebiet geliefert. Mit Ausnahme der Küstengebiete Brasiliens wurde das portugiesische Kolonialreich in Amerika danach nicht weiter ausgedehnt.
Die Entwicklung Brasiliens trat ab etwa 1680 in ein neues Stadium ein. War zuvor lediglich ein 30 Kilometer breiter Küstenstreifen von den Portugiesen besiedelt gewesen, so setzte nach der Entdeckung großer Goldvorkommen am Rio Grande 1693 eine immense Wanderbewegung ins Landesinnere ein. Auch die Zahl der Einwanderer aus Europa stieg nach dem Fund weiterer Vorkommen. Die neuen Siedlungen im Landesinneren bildeten auch eine effektive Selbstversorgerwirtschaft aus, da die Einheimischen alleine die Arbeiter nicht versorgen konnten und auch nicht wollten. In den Augen der Siedler waren die Indianer nutzlos, da sie für die Arbeit auf den Feldern weniger geeignet waren als afrikanische Sklaven. Somit stieg auch die Nachfrage nach Sklaven, was zu einer Intensivierung der Sklaventransporte führte.
Nach der Etablierung des Kapitanats Minas Gerais 1720 im Zuge einer Reform der Kolonialverwaltung setzte wieder ein Zustrom von Menschen ein, als dort reiche Diamantenfelder gefunden wurden. Da man in den folgenden Jahren die riesigen Rohstoffvorkommen des südlichen Brasiliens erschloss, wurden in der Folge die beiden neuen Kapitanate Goiás (1744) und Mato Grosso (1748) eingerichtet. Bald wurden hier auch Kaffee, Tabak, Indigo und Baumwolle angebaut, da sich herausstellte, dass sich Südbrasilien dafür hervorragend eignete. Die neu erschlossenen Rohstoffgebiete und Plantagen bildeten die Grundlage für einen relativen Wohlstand der Kolonisten. Zugleich befand man eine weitere Intensivierung der Sklaventransporte aus Afrika für nötig, da die erhöhte Nachfrage nach den exotischen landwirtschaftlichen Produkten in Europa nur durch erhöhte Produktivität und somit mehr Plantagen befriedigt werden konnte. Dem neuen wirtschaftlichen Gewicht des Südens trug dann 1763 auch die Verlegung der Kolonialhauptstadt von Bahia nach Rio de Janeiro Rechnung.
Nach der Eroberung Portugals durch Napoleon floh das portugiesische Königshaus nach Rio de Janeiro, wo es Brasilien zu einem mit dem Mutterland in Personalunion verbundenen Königreich machte. Der Kronprinz weigerte sich nach Napoleons Sturz Brasilien wieder den Status einer Kolonie zu verleihen und erklärte 1822 nach einem liberalen Offiziersputsch die Unabhängigkeit Brasiliens. Dennoch wurden noch bis 1826 die beiden Länder von einem Monarchen regiert; erst ab diesem Zeitpunkt war die ehemalige Kolonie wirklich unabhängig.

#### Die europäischen Mächte in der Karibik
Zur Zeit der ersten Fahrten des Kolumbus waren die karibischen Inseln von zwei indigenen Völkern bewohnt, die in zwei Besiedelungswellen vom südamerikanischen Festland kommend auf die Inseln gekommen waren: die Arawak oder Taíno (seit dem 1. Jahrhundert vor Christus) und die Kariben (ab etwa 900). Die Kariben hatten dabei bis zu Kolumbus’ Ankunft die Arawak von den kleinen Antillen weitestgehend verdrängt. Die Kariben sind auch die Namensgeber dieser Region sowie aufgrund damaliger (falscher) Berichte auch der Ursprung unserer Bezeichnung für Menschenfresser: Kannibalen. Der Begriff Antillen rührt dagegen von der mythischen Insel Antilia her, die der Legende nach im Atlantik gelegen haben soll.
Die Spanier nahmen in den ersten Jahren nach der Entdeckung der Neuen Welt die Inseln Hispaniola (mit dem 1496 von ihnen gegründeten Santo Domingo, der ältesten noch existierenden europäischen Stadt Amerikas), Kuba, Puerto Rico und Trinidad in Besitz. Auf den okkupierten Inseln fand sich jedoch nur wenig Gold, und trotz der Gewinne aus dem anfänglichen Zuckerrohranbau wandte man sich der Erkundung des Festlandes zu. Nach der Eroberung Mexikos durch die Spanier 1519 bis 1521 erlahmte das Interesse an einer ernsthaften Konsolidierung und Erweiterung des spanischen Kolonialreiches in der Karibik vollends. Da auch Portugal scheinbar keine Bemühungen zur Inbesitznahme des Archipels unternahm, meldeten sehr bald andere europäische Länder ihre Ansprüche an.
Spätestens nach dem dritten Bankrott des spanischen Staates und dem Untergang der spanischen Armada sahen die übrigen europäischen Seemächte ihre Chance gekommen. Ab etwa 1600 begannen England und Frankreich, etwas später auch die Niederlande, mit der schrittweisen Besetzung einiger Inseln. Die Hauptgründe waren wirtschaftlicher und strategischer Art. Da die Spanier fremden Händlern den Zugang zu ihren Kolonien verweigerten und die Inseln Herkunftsort vieler tropische Produkte waren, lag die Errichtung von eigenen Kolonien nahe, zumal die seit 1561 im Geleitzugsystem organisierten spanischen Silbertransporte diese Region passieren mussten und diese somit ein attraktives Ziel darstellten (tatsächlich wurden diese Transporte insgesamt nur dreimal von den Kontrahenten der Spanier aufgebracht). Schon in der ersten Hälfte des 16. Jahrhunderts waren englische und französische Schiffe den Frachtern vor den spanischen Häfen aufgelauert, doch nun konnte man die Transporter bereits am Ursprungsort abfangen und die spanischen Handelsrestriktionen durch Schmuggel umgehen. Viele britische (Jamaika, Antigua) und französische Besitzungen (Martinique, Guadeloupe, St. Kitts und Nevis sowie die später den Spaniern abgenommene westliche Hälfte von Hispaniola) profitierten vom Schmuggel der Waren aus den spanischen Kolonien.
Wie in Asien entstanden auch in der Karibik bald die ersten Handelskompanien, etwa die Niederländische Westindien-Kompanie (1621) und die Französische Westindien-Kompanie (1664). Die Kolonialmächte übernahmen somit zunächst nicht offiziell die Kontrolle über die neuen Besitztümer, sondern überwachten die Entwicklung nur indirekt. Für die Kompanien war ein direkter Angriff auf die Spanier in der ersten Zeit noch zu gefährlich, deshalb verließ man sich zur Schädigung des spanischen Seehandels in erster Linie auf Piraten, die zunächst ausschließlich als sogenannte Freibeuter mit amtlichen Kaperbriefen unterwegs waren. Mit Freibeutern konnte man den Spaniern ohne Prestigeverlust des jeweiligen Staates und ohne große Kosten Probleme bei der Sicherung ihrer Frachter bereiten.
Die Piraten waren bald auch ohne Kaperbrief unterwegs. War ein loyaler Seefahrer wie Francis Drake noch aufgebrochen, um der englischen Krone Geld und Reichtum zu verschaffen, so wurden die Piraten späterer Zeit zu einer Plage. Sie behinderten durch ihre Kaperfahrten massiv die wirtschaftliche Entwicklung der karibischen Kolonien. Ihre Situation wurde noch begünstigt durch die Tatsache, dass viele von ihnen ihren Unterschlupf in unzugänglichen Buchten besaßen, wenn die Lage für sie zu gefährlich wurde.

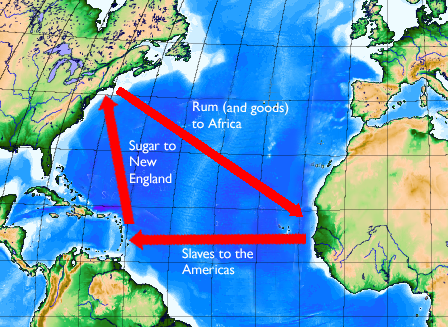
Der Atlantische Dreieckshandel

Wie im spanischen und portugiesischen Kolonialreich fielen die Indianer auch hier rasch der Zwangsarbeit und eingeschleppten Krankheiten zum Opfer; und wie in den südamerikanischen Kolonien wurden auch hier schwarze Sklaven auf den Plantagen eingesetzt. Auch wenn die von den Farmern angebaute Zuckerrohrpflanze eigentlich gar nicht aus Amerika stammte, so fand sie hier doch ideale Bedingungen. Damit musste zur Unterhaltung der Plantagen auch eine große Anzahl Sklaven eingesetzt werden. Ihr Anteil war auf den von Engländern und Franzosen okkupierten Inseln besonders hoch; zum Ende der Kolonialzeit gab es von ihnen über 2,3 Millionen allein auf den Karibikinseln. Etwa zehn Prozent kam bereits auf den Sklavenschiffen um, die Überlebenden hatten danach noch eine Lebenserwartung von nur acht Jahren. Der große Sklavenanteil und die häufig wechselnde Oberherrschaft über die einzelnen Kolonien bewirkte dabei auch das Entstehen eigener Sklavensprachen, in denen sich Elemente verschiedener europäischer Sprachen mit Resten der afrikanischen Ursprachen der Sklaven mischten. Beispiele dafür sind die kreolischen Sprachen und Papiamento.
Der Zuckerrohranbau wurde erst nach 1600 rentabel, denn auch wenn zuvor die Preise gesunken waren, so war der Zucker doch immer noch nur für Reiche erschwinglich, zumal ihr Kapital nur in Gold oder Sklaven investiert wurde. Dies änderte sich nach dem 16. Jahrhundert grundlegend, als immer mehr Kapitaleigner einen sicheren Gewinn dem Risiko vorzogen und in die Zuckerproduktion einstiegen. Mit ihren Investitionen vergrößerten sich die kleinen Plantagen zunehmend zu Großgrundbetrieben, in denen hunderte Sklaven beschäftigt waren. Da die Kolonien aber keine Fertigprodukte herstellten, entstand der sogenannte Atlantische Dreieckshandel: Fertigwaren transportierte man von Europa nach Afrika und in die Kolonien, Sklaven von Afrika nach Amerika und Zucker (später auch Tabak, Kakao und Kaffee) von Amerika nach Europa. Eine solche wirtschaftliche Situation war nach den Prinzipien des Merkantilismus nur logisch, doch hemmte sie eine weitere Entwicklung der Wirtschaft in den Kolonien. Nutznießer dieser Entwicklung waren stattdessen die westeuropäischen Küstenstädte, die einerseits Kolonisten und Fertigwaren in die Kolonien verschifften und andererseits an den Sklaven und den tropischen Produkten verdienten. In der Hauptsache waren dies London, Amsterdam, Bordeaux, Lissabon, Cádiz und Sevilla, aber auch Städte wie Glasgow, Liverpool, Bristol, Rouen, Nantes, Barcelona und Marseille.
Im Vergleich zu den übrigen Kolonien wurden die karibischen Inseln erst sehr spät unabhängig; viele sind es heute noch nicht. Den Anfang machte 1804 das in einem Sklavenaufstand befreite Haiti, während die spanischen Inseln nach dem Spanisch-Amerikanischen Krieg 1898 der spanischen Herrschaft entzogen und – mit Ausnahme Trinidads, das bereits zuvor von den Briten eingenommen worden war – unter mehr oder weniger direkte Kontrolle der USA kamen. Die meisten französischen und britischen Besitzungen wurden erst im 20. Jahrhundert unabhängig, viele – wie etwa Martinique – unterstehen immer noch ihren europäischen Mutterländern.

### Nordamerika
Die Expansion in Nordamerika begann verhältnismäßig spät. Nach der ersten neuzeitlichen Entdeckung Nordamerikas 1497 durch Giovanni Caboto im Auftrag der englischen Krone – um die Jahrtausendwende war schon einmal eine Expedition der Wikinger unter Leif Eriksson auf Neufundland gelandet – wurde ein großer Teil der Ostküste innerhalb von zwei Jahrzehnten von portugiesischen Forschern erkundet, die eine Durchfahrt nach Asien zu finden hofften. Der erste von ihnen war João Fernandes Lavrador nach dem heute die Labrador-Halbinsel benannt ist; zu dieser Zeit wurde damit allerdings das gesamte bisher bekannte Nordamerika einschließlich Grönlands bezeichnet. Die Entdeckung führte dazu, dass von Europa aus ganze Fischereiflotten zu den reichen Fischgründen vor der heutigen kanadischen Ostküste ausliefen. Nach 1520 gaben die Portugiesen ihre Suche nach einer Passage nach Ostasien auf, ebenso die Spanier, die spätestens nach der Eroberung Mexikos kaum noch Interesse daran zeigten. Dafür traten nun England und Frankreich auf den Plan. Am neu entdeckten Gebiet waren diese beiden Staaten jedoch auch nicht interessiert, gab es für sie doch nur das Ziel, mit den Völkern von Cathay (China) und Zipangu (Japan) lukrative Handelsvereinbarungen abzuschließen. Dies führte dazu, dass, obwohl der Spanier Francisco Coronado in den zwanziger Jahren des 16. Jahrhunderts eine Expedition durch den Südwesten der späteren USA angeführt hatte, die ersten ernsthaft unternommenen Ansiedlungen erst vierzig Jahre später entstanden. Die Franzosen gründeten 1565 eine erste Siedlung in Florida, die jedoch sehr bald von den Spaniern wieder zerstört wurde. Die ersten beiden englischen Versuche der Kolonisierung North Carolinas scheiterten unter kläglichen Umständen; die Bewohner von Roanoke verschwanden vier Jahre nach dem Bau ihres Dorfes im Jahre 1587 spurlos. Erst mit der Gründung von Jamestown 1607 und Québec 1608 durch England bzw. Frankreich konnten Europäer dauerhaft in Nordamerika Fuß fassen.

#### Neufrankreich
Die Franzosen taten sich besonders in Kanada durch ihren Besiedelungseifer hervor. Hauptgründe für die rasche Erschließung des Gebiets waren der lukrative Pelzhandel und das Bestreben, die Indianer zum Christentum zu missionieren. Unter dem Gouverneur Samuel de Champlain, dem Gründer von Montréal, wurde der St.-Lorenz-Strom bis zu den Großen Seen sowie Akadien erschlossen und der Huronsee sowie der nach ihm benannte Lake Champlain entdeckt. Später erreichten französische Entdecker noch die Großen Seen und den Oberlauf des Mississippi, nach dessen Mündung schon Robert Cavelier de La Salle gesucht hatte. 

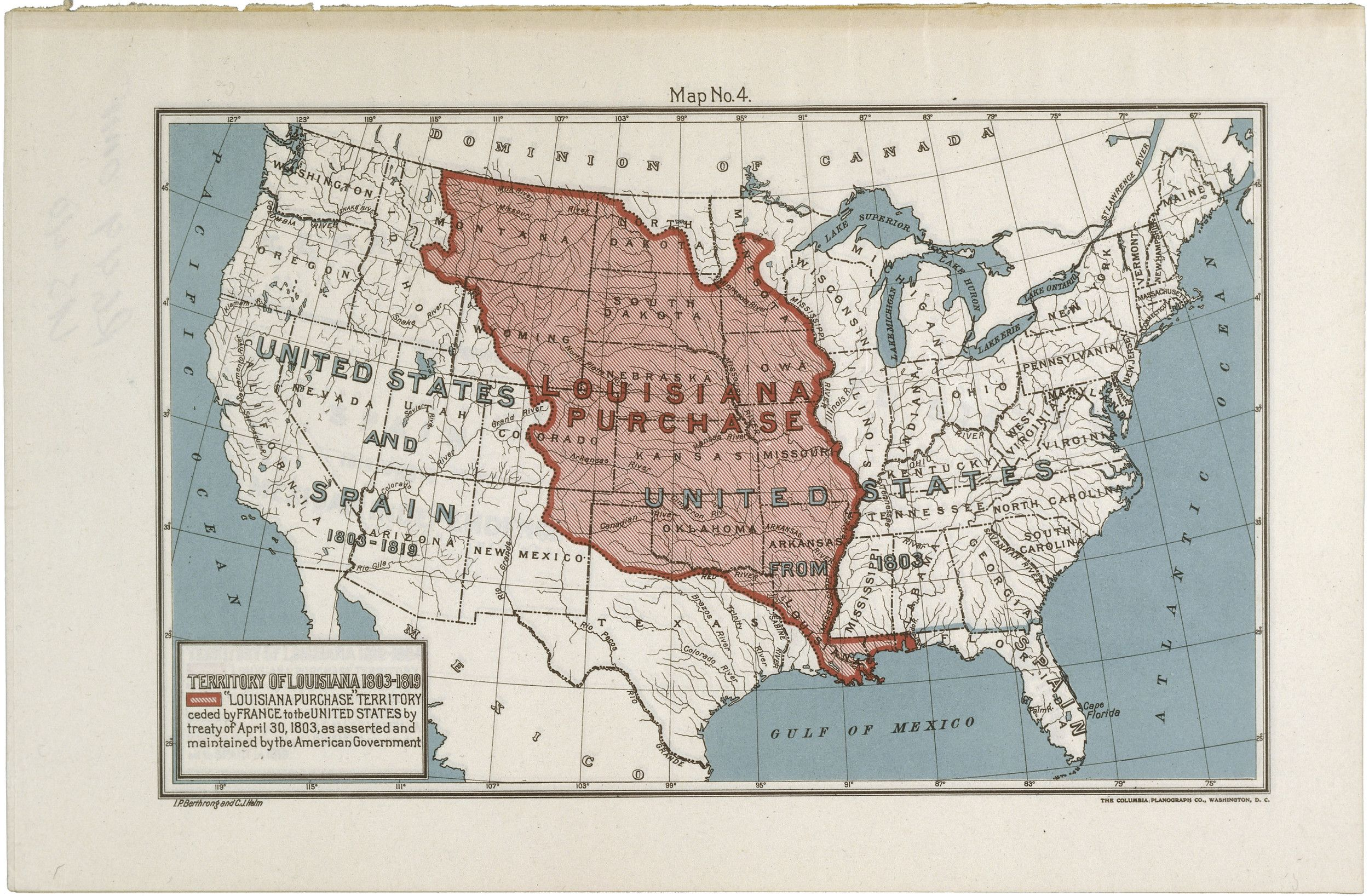
Die von Napoleon 1803 verkaufte französische Kolonie Louisiana (rot markiert)

Dorthin schickte König Ludwig XIV. 1699 eine Expedition unter der Leitung von Jean-Baptiste Le Moyne, Sieur de Bienville, die einen Handelsposten gründete, der sich rasch zu einer florierenden Stadt entwickelte und heute unter dem Namen New Orleans bekannt ist. Das französische Kolonialreich (La Nouvelle France) umfasste bis Mitte des 18. Jahrhunderts das Gebiet des St.-Lorenz-Stroms, der Großen Seen sowie des Mississippi River bis zu seiner Mündung bei New Orleans. Die Franzosen gingen beim Aufbau ihres Kolonialreiches vollkommen anders vor, als die anderen Europäer. Obwohl es das Hauptanliegen der französischen Krone war, möglichst alle Kolonisten in den Städten und Forts entlang der großen Gewässer anzusiedeln, bestand doch ein großer Teil der Siedler aus allein reisenden Kundschaftern, die aufgrund ihrer Kenntnisse der Indianersprachen oftmals ein gutes Verhältnis zu den Indianerstämmen zustande brachten. Eine Ausnahme bildete hierbei nur die mächtige Irokesen-Konföderation. Die Trapper konnten so weitgehend ungehindert oftmals viel weiter ins Landesinnere vorstoßen, als es die anderen europäischen Staaten auf ihre herkömmliche Weise vermocht hätten.
Neufrankreich hatte im Verhältnis zu den übrigen Kolonien einige Schwachpunkte: Die britischen Kolonien im Süden hatten ein viel höheres Bevölkerungswachstum zu verzeichnen – hauptsächlich durch Zuwanderung aus Europa – und entwickelten sich sehr viel schneller. Darüber hinaus erwuchs der Kolonie in der 1670 von den Briten gegründeten und von Norden her expandierenden Hudson’s Bay Company eine ernsthafte Konkurrenz im Pelzhandel. Obwohl die Krone bemüht war insbesondere das Bevölkerungswachstum durch ein Belohnungssystem zu forcieren, war die Kolonie dennoch nicht stark genug, um den Briten im Siebenjährigen Krieg standzuhalten, die 1759 Québec erobern konnten. Im Pariser Frieden von 1763 musste Frankreich folglich seine kanadischen Besitzungen an Großbritannien abgeben. Das übrige Kolonialreich (Louisiana genannt) fiel zunächst an Spanien, wurde im Jahre 1800 wieder an Frankreich zurückgegeben und 1803 von Napoleon für 15 Millionen US-Dollar an die Vereinigten Staaten verkauft.

#### Die Dreizehn Kolonien

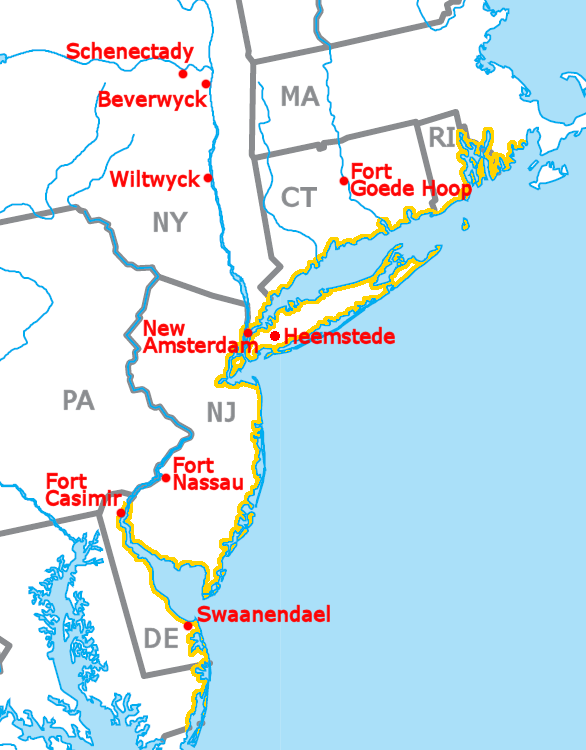
Die niederländischen Kolonien an der Ostküste (Nieuw Nederland)

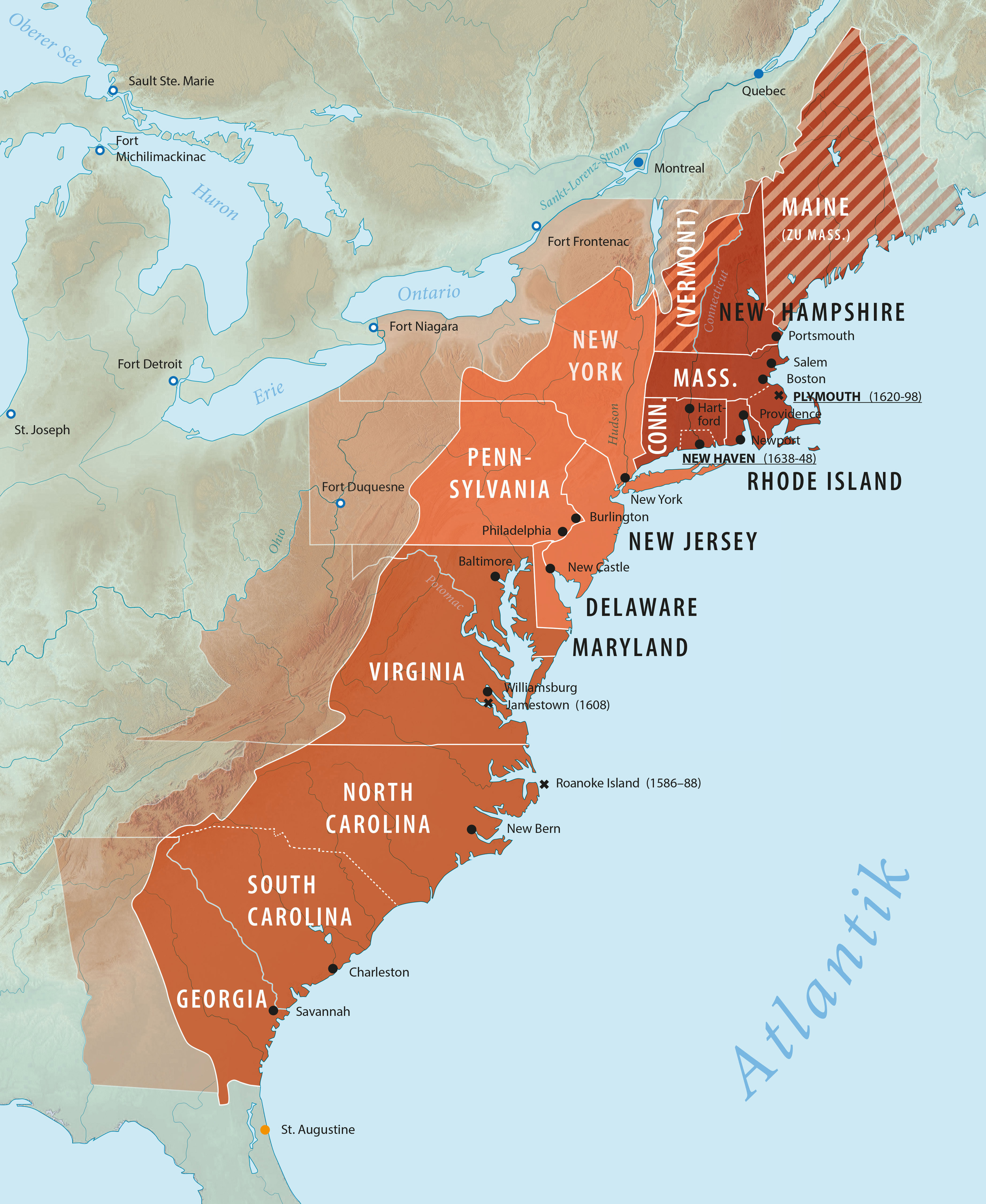
Die Dreizehn Kolonien

England konzentrierte sich in seinen Bestrebungen auf die zentralen Gebiete der nordamerikanischen Ostküste. Jedoch wurden die Siedler nicht von den Behörden unterstützt. Der Großteil der Kolonisten war wie die Passagiere der Mayflower 1620 aufgrund der Unterdrückung ihrer Konfession ausgewandert. Durch den gewinnbringenden Pelzhandel strömten aber bald mehr Menschen nach Nordamerika was den Landbedarf der Siedler stark ansteigen ließ. Es gab jedoch viele Hindernisse für die Kolonisten, unter anderem das schwer in Ost-West-Richtung zu durchquerende Gebirge der Appalachen und die ihnen oft feindlich gesinnten Ureinwohner.
1636 zogen dennoch einige Siedler aus Landmangel unter der Führung von Roger Williams von der Küste von Massachusetts ins Landesinnere und etablierten die Kolonie Rhode Island. Andere Regionen, die für den Pelzhandel erschlossen wurden, waren die Gegend des Connecticut River und einige andere Flusstäler. Die Niederländer hatten ebenfalls ein Interesse an den dort zu gewinnenden Pelzen und gründeten einige Ansiedlungen, die jedoch allesamt im Laufe der Zeit in einer Reihe von Kriegen durch die Engländer übernommen wurden. Dazu zählen u. a. Fort Orange (das heutige Albany) am Hudson River, Fort Nassau an der Mündung des Delaware River und Neu-Amsterdam, das heutige New York. Die Präsenz der Engländer führte zusammen mit ihrem guten Verhältnis zu den Indianerstämmen, in der Hauptsache der Irokesen, zu Spannungen mit den in Kanada ansässigen Franzosen. Das Ende des Siebenjährigen Krieges brachte denn auch für Großbritannien den Gewinn aller französischen Besitzungen in Kanada.
Der Quäker William Penn wurde 1681 Gouverneur der nach ihm benannten Kolonie Pennsylvania. Er gründete die Stadt Philadelphia (somit eine der ältesten noch existierenden Städte Nordamerikas) und warb auch in Deutschland um Siedler für seinen Besitz, was 1683 in der Gründung des Dorfes Germantown gipfelte, das heute ein Stadtteil Philadelphias ist. Auch die alte Kolonie in Virginia wuchs beständig an; 1650 lebten bereits 5000 Weiße dort. Von hier aus startete die Kolonialisierung vieler weiter westlich und südlich gelegener Gebiete. Erstaunlicherweise glaubten viele der damaligen Europäer, hinter den Bergen Virginias begänne bereits der Pazifische Ozean, was durch viele Berichte der Indianerstämme von „vielen Flüssen, die jenseits der Berge in ein großes Meer fließen“, bestärkt wurde.
Der Gouverneur William Berkeley beauftragte 1651 den Deutschen John Lederer mit der Überprüfung dieser Berichte. Seine Expedition brachte zwar keine neuen kartographischen Erkenntnisse, öffnete aber einen Handelsweg zu den Stämmen der Cherokee und der Catawba. Erst in der zweiten Hälfte des 18. Jahrhunderts schafften es die ersten Entdecker, die Appalachen im Süden zu überqueren und zu den Flüssen Ohio und Cumberland vorzustoßen. Weiter südlich, von South Carolina und Georgia aus, drangen die Europäer um diese Zeit bis nach Tennessee und Kentucky sowie zur Mobile-Bucht am Golf von Mexiko vor. Die Dreizehn Kolonien entwickelten im Laufe ihrer Entstehung eine florierende Wirtschaft. Neben der Pelztierjagd erlangten auch der Anbau von Tabak, Zuckerrohr und später Baumwolle große Bedeutung. Bemerkenswert hierbei ist, dass bis 1660 die meisten unfreien Arbeitskräfte Weiße waren, deren sozialer Status kaum besser war als der der mittelalterlichen Leibeigenen. Diese Arbeiter, die sogenannten Indentured Servants, waren Auswanderer, die sich nur durch eine Zwangsverpflichtung eine Reise in die neue Welt leisten konnten. Erst als sich der Lebensstandard in England um 1660 signifikant hob, begann man mit der Transferierung schwarzer Sklaven aus Afrika in die Kolonien.
Im Jahre 1776 sagten sich die dreizehn Kolonien nach einigen Unruhen von Großbritannien los und erklärten ihre Unabhängigkeit. Nach einem mehrjährigen Krieg gegen die Truppen der britischen Krone musste diese 1783 im Vertrag von Paris ihre Niederlage eingestehen. Die Kolonien wurden als souveräner Staat anerkannt und erhielten zugleich das Gebiet zwischen den Appalachen und dem Mississippi. Dieser Vertrag sicherte endgültig die Existenz der Vereinigten Staaten von Amerika. Die kanadischen Ländereien jedoch standen weiterhin unter der Oberhoheit des britischen Monarchen.

#### Spanien und Russland an der nordamerikanischen Westküste
Der Westen Nordamerikas blieb den Europäern sehr lange unbekannt. Die Spanier hatten im 17. Jahrhundert die Westküste von Mexiko bis nach Oregon erforscht; ihre Erkenntnisse waren dabei jedoch sehr lückenhaft geblieben; so wurde beispielsweise erst nach 1700 nachgewiesen, dass Niederkalifornien keine Insel war.
Etwa zu dieser Zeit gelangten Berichte nach Russland, dass östlich der Halbinsel Kamtschatka noch mehr unerforschtes Land existierte. Der Kosake Semjon Deschnjow war bereits 1648 zusammen mit Fedot Popow und Gerassim Ankudinow um das Ostkap der Halbinsel gesegelt, doch sein Bericht hatte den Zarenhof in St. Petersburg nicht erreicht. Zar Peter I. schickte 1724 den Dänen Vitus Bering auf eine Expedition, auf der er die nach ihm benannte Beringstraße fand, doch erst 1741 landete dieser an der Küste Alaskas. Durch Berichte seiner Matrosen über Pelztiere – er selbst war auf dem Rückweg umgekommen – zog es viele Siedler nach Alaska, die einige Stützpunkte an der dortigen Südküste gründeten und die ansässigen Ureinwohner unterdrückten. Alaska wurde schließlich, da das Zarenreich zunehmend an Geldmangel litt, 1867 an die USA verkauft.
Die Spanier nahmen ab etwa 1750 die kalifornischen Küste in Besitz. Sie wurden dazu durch Berichte über russische und britische Aktivitäten in diesem Gebiet angetrieben. Hier stießen sie erstmals auch über die Täler ins Landesinnere vor. Bedeutende Stadtgründungen dieser Zeit sind Los Angeles (1781), San Francisco (1792), San Diego (1834) und Sacramento (1848). Diese spanischen, ab 1823 dann mexikanischen, Gebiete kamen 1848 nach dem Mexikanisch-Amerikanischen Krieg zu den USA.

## Die Expansion in Ozeanien

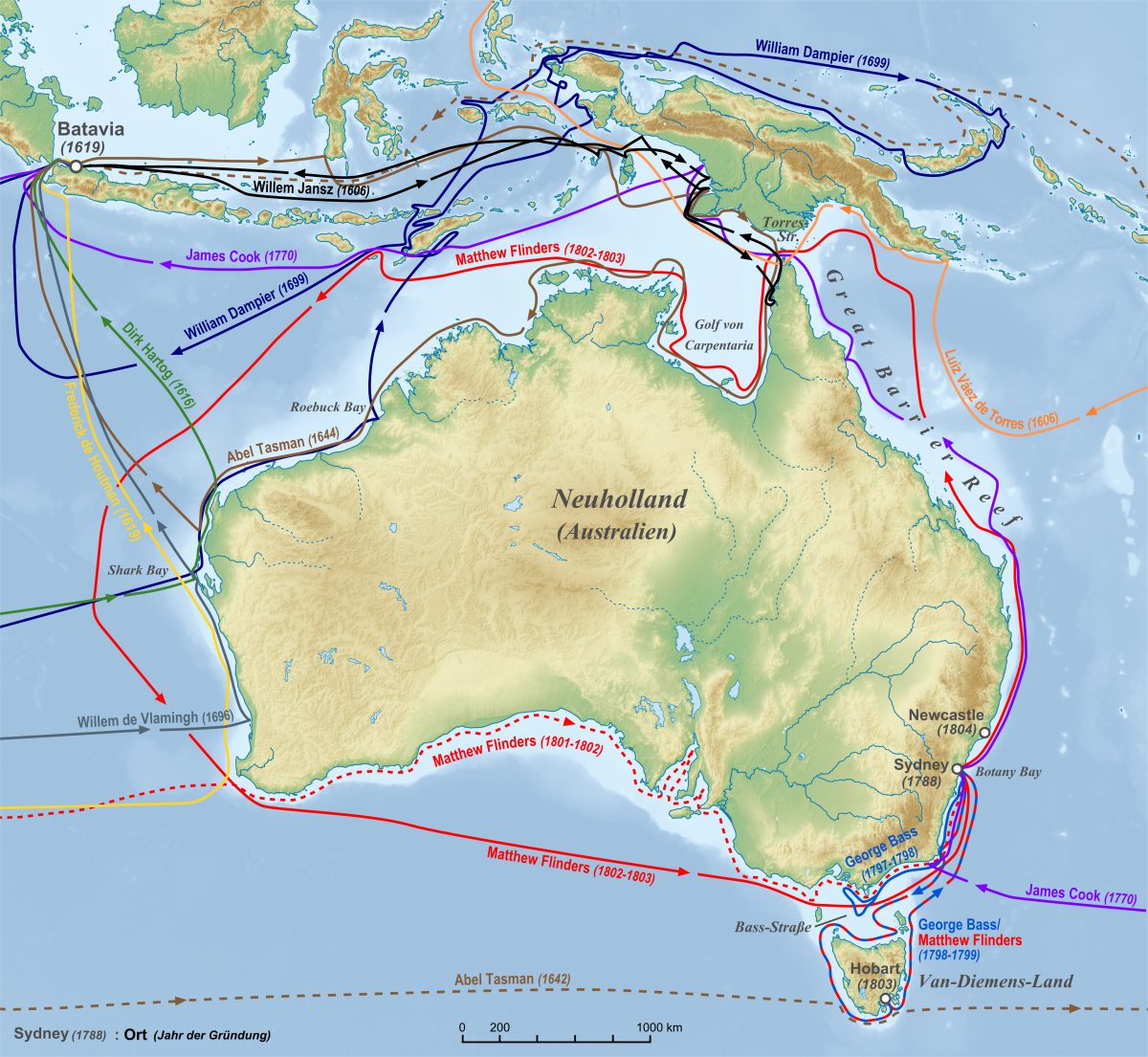
Erkundungen europäischer Entdecker bis 1812
1606 Willem Jansz
1606 Luiz Váez de Torres
1616 Dirk Hartog
1619 Frederick de Houtman
1644 Abel Tasman
1696 Willem de Vlamingh
1699 William Dampier
1770 James Cook
1797–1799 George Bass
1801–1803 Matthew Flinders

Praktisch alle Erkundungsfahrten im Pazifik hatten die Entdeckung der legendären Terra Australis zum Ziel. Im 16. Jahrhundert waren es zunächst die Spanier, die einen Weg von Mexiko zu den Philippinen fanden, der jedoch aufgrund der widrigen Windverhältnisse nicht in der umgekehrten Richtung befahren werden konnte. Somit war ihr Hauptanliegen, diesen Seeweg zu finden, was durch Andrés de Urdaneta und Alonso de Arellano fast gleichzeitig vollbracht wurde. In der Folge entdeckten weitere Spanier viele Inselgruppen im Pazifik, ohne jedoch den vermuteten Südkontinent zu finden. Australien wurde schließlich 1606 von den Niederländern entdeckt, aber nicht als Kontinent erkannt. Die europäischen Forscher erkundeten fast die gesamte Küstenlinie von „Neu-Holland“ – mit Ausnahme der Ostküste, die als einziger Küstenabschnitt wirtschaftlich rentabel gewesen wäre. Infolgedessen beschloss die Niederländische Ostindien-Kompanie einen Stopp der Erkundungsfahrten, die offensichtlich keine neuen Märkte mehr erschließen konnten.
Sie wurden erst wieder nach dem Siebenjährigen Krieg aufgenommen, diesmal allerdings unter einem deutlich wissenschaftlicheren Charakter. Abel Tasman und James Cook vermaßen die riesige Landmasse Australiens im 17. und 18. Jahrhundert grob. Erst nach Berichten von der Ostküste beschloss das britische Parlament, im Südosten einige Strafkolonien einzurichten, deren erste 1788 Sydney war. Diese Siedlungen hatten auch den Zweck, die Schifffahrtsrouten in der Südsee vor den Franzosen zu schützen. Da die anderen europäischen Mächte scheinbar kein Interesse an dem riesigen Gebiet zeigten, wurde der ganze Kontinent 1829 von Großbritannien annektiert.

## Gründe für die technische Überlegenheit der Europäer
Möglicherweise ist der unterschiedliche Grad der Beeinflussung der Ureinwohner in der jeweiligen technischen Situation der Völker begründet. Da die Kulturen Afrikas und Amerikas im Vergleich zu den Bewohnern Eurasiens in dieser Hinsicht unterlegen waren, war es für die Europäer ein Leichtes, die örtlichen Völker zu unterwerfen und sie zur Zwangsarbeit zu verpflichten. Da die meisten von ihnen nicht in größeren Staatsgebilden, sondern kleineren Stämmen lebten, war organisierter militärischer Widerstand kaum möglich; in Afrika kommt zu diesen Faktoren noch die immense Sprachenvielfalt der dortigen Stämme hinzu, die zusätzlich noch Verständigungsschwierigkeiten untereinander bereitete. In Ost- und Südasien hatte man dagegen eine technische Entwicklung durchgemacht, die sich durchaus mit der Europas messen konnte. Die Europäer hatten folglich nicht genügend Macht für eine Unterwerfung und daraus resultierende direkte Kontrolle der lokalen Völker und Staaten. Sie nutzten Anzeichen von Schwäche, wie etwa im Falle des indischen Mogulreiches oder des chinesischen Kaiserreiches, in der Regel sofort aus, doch eine direkte Herrschaft konnte man erst im Zeitalter des Imperialismus im 19. Jahrhundert erreichen, als der technische Vorsprung Europas durch die Industrielle Revolution groß genug geworden war und eine solche Entwicklung möglich machte.

## Das Verhältnis zwischen Europäern und Einheimischen
Die indigenen Völker in den von den Europäern eroberten oder zumindest in kultureller Hinsicht beeinflussten Gebieten erlitten zum Teil völlig verschiedene Schicksale. Die europäischen Eroberer und Siedler tilgten in Amerika ganze Kulturen von der Landkarte, versklavten die ursprünglichen Bewohner der besetzten Landstriche und zwangen sie zur Arbeit auf den Plantagen und in den Minen. Die Ureinwohner waren die harten Arbeitsbedingungen zumeist nicht gewöhnt und wurden durch sie und die aus Europa eingeschleppten Krankheiten zu Tausenden dahingerafft. Dies veranlasste die Europäer dazu, Sklaven aus Afrika zu importieren und einzusetzen. Viele der afrikanischen Sklaven starben schon an den unerträglichen Bedingungen auf den Schiffen, viele weitere erlagen der harten körperlichen Arbeit sowie Krankheiten und Unterernährung. Für die Kolonisten kam die Einfuhr immer neuer Sklaven billiger als die Versorgung der bestehenden Sklavenbevölkerung. Kritische Stimmen wie die eines Bartolomé de las Casas, der gegen die Versklavung der Indianer protestierte, halfen nur die grausamsten Züge der Sklaverei zu überwinden.
In Ostasien, wo es die Europäer außer in Indien bis ins 19. Jahrhundert hinein nicht schafften, ein territorial geschlossenes Gebiet zu beherrschen, wurden die Völker durch die europäische Kultur beeinflusst, wodurch häufig die Verwaltungs- und Wirtschaftsstruktur der dortigen Staaten untergraben wurde. Diese setzten sich mehr oder weniger erfolgreich dagegen zur Wehr, sei es durch Krieg (wie China) oder selbstauferlegte Isolation (wie Japan während der Edo-Zeit). In Asien konnten die meisten Völker dadurch ihre Kultur gegen die Europäer behaupten. In Amerika und Afrika hingegen sind die einheimischen Kulturen fast vollständig entwurzelt worden. Eine Ausnahme in Afrika ist das Kaiserreich Abessinien.

### Zur Expansion allgemein
- Guido Abbattista: Europäische Begegnungen im Zeitalter der Expansion, in: Europäische Geschichte Online, hrsg. vom Institut für Europäische Geschichte (Mainz), 2011, Zugriff am 8. März 2021 (pdf).
- Thomas Beck: Kolumbus’ Erben. Europäische Expansion und überseeische Ethnien im ersten Kolonialzeitalter, 1415–1815. Wissenschaftliche Buchgesellschaft, Darmstadt 1992, ISBN 3-534-11872-3.
- Wolfgang Behringer: Der große Aufbruch. Globalgeschichte der Frühen Neuzeit. Beck, München 2023.
- Urs Bitterli (Hrsg.): Die Entdeckung und Eroberung der Welt. Dokumente und Berichte. 2 Bände. Beck, München 1980–1981, ISBN 3-406-07881-8 (Bd. 1), ISBN 3-406-07954-7 (Bd. 2).
- Ronald Daus: Die Erfindung des Kolonialismus. Hammer, Wuppertal 1983, ISBN 3-87294-202-6.
- Andreas Eckert: Kolonialismus (= Fischer 15351 Fischer kompakt). Fischer-Taschenbuch-Verl, Frankfurt am Main 2006, ISBN 3-596-15351-4.
- Jörg Fisch: Die europäische Expansion und das Völkerrecht. Die Auseinandersetzungen um den Status der überseeischen Gebiete vom 15. Jahrhundert bis zur Gegenwart (= Beiträge zur Kolonial- und Überseegeschichte. Bd. 26). Steiner, Stuttgart 1984, ISBN 3-515-04056-0.
- Michael Kraus, Hans Ottomeyer (Hrsg.): Novos mundos. Neue Welten. Portugal und das Zeitalter der Entdeckungen. Sandstein Verlag, Dresden 2007.
- Frédéric Mauro: Die europäische Expansion (= Wissenschaftliche Paperbacks Sozial- und Wirtschaftsgeschichte. 17). Steiner-Verlag-Wiesbaden-GmbH, Stuttgart 1984, ISBN 3-515-03879-5.
- Jürgen Osterhammel: Kolonialismus. Geschichte – Formen – Folgen (= Beck'sche Reihe 2002 Wissen). 4. Auflage. Beck, München 2003, ISBN 3-406-39002-1.
- Wolfgang Reinhard: Die Unterwerfung der Welt. Globalgeschichte der europäischen Expansion 1415–2015. Beck, München 2016, ISBN 978-3-406-68718-1.
- Wolfgang Reinhard: Geschichte der europäischen Expansion. 4 Bände. Stuttgart 1983–1990.
- Eberhard Schmitt (Hrsg.): Dokumente zur Geschichte der europäischen Expansion. 7 Bände. Beck, München 1984.
- J. C. Sharman: Empires of the Weak: The Real Story of European Expansion and the Creation of the New World Order. Princeton University Press, Princeton 2019, ISBN 978-0-691-18279-7.
- European Expansion and Indigenous Response. Brill, Leiden u. a. 2009ff. (Reihe von Fachpublikationen speziell im Hinblick auf die wechselseitigen Einflüsse und Probleme)

### Zu den Anfängen der europäischen Expansion
- Serge Gruzinski: Drache und Federschlange. Europas Griff nach Amerika und China 1519/20. Campus Verlag, Frankfurt am Main 2014.
- Alfred Kohler: Neue Welterfahrungen. Eine Geschichte des 16. Jahrhunderts. Aschendorff, Münster 2014.
- Marina Münkler: Anbruch der neuen Zeit. Das dramatische 16. Jahrhundert. Rowohlt, Berlin 2024.
- Heinz Schilling: 1517. Weltgeschichte eines Jahres. C.H. Beck, München 2017.
- Hugh Thomas: Rivers of Gold. The Rise of the Spanish Empire. London 2003 (ND New York 2005).
- Hugh Thomas: The Golden Empire. Spain, Charles V, and the Creation of America. New York 2010.
- Hugh Thomas: World Without End. Spain, Philip II, and the First Global Empire. New York 2014.

### Zur Expansion in Afrika
- Bailey D. Diffie, George D. Winius: Foundations of the Portuguese Empire, 1415–1580. Minneapolis 1977.
- Ulrich van der Heyden: Rote Adler an Afrikas Küste. Die brandenburgisch-preußische Kolonie Großfriedrichsburg in Westafrika. 2., veränderte Auflage. Selignow, Berlin 2001, ISBN 3-933889-04-9.
- Thomas Pakenham: The Scramble for Africa 1876–1912. Weidenfeld & Nicolson, London 1991.
- Bruce Vandervort: Wars of Imperial Conquest in Africa, 1830-1914. New York 1998.

### Zur Expansion in Asien
- Hans Beelen: Handel mit neuen Welten. Die Vereinigte Ostindische Compagnie der Niederlande 1602–1798 (= Schriften der Landesbibliothek Oldenburg. 37). Holzberg, Oldenburg 2002, ISBN 3-87358-399-2 (Ausstellungskatalog der Landesbibliothek Oldenburg, 17. Oktober – 30. November 2002).
- Michel Beurdeley: Porzellan aus China „Compagnie des Indes“. Bruckmann, München 1962.
- William Dalrymple: The Anarchy. The Relentless Rise of the East India Company. Bloomsbury Publishing, London u. a. 2019.
- Peter Feldbauer: Estado da India. Die Portugiesen in Asien 1498–1620 (= Expansion, Interaktion, Akkulturation. Bd. 3). Mandelbaum, Wien 2003, ISBN 3-85476-091-4 (und Magnus Verlag, Essen 2005, ISBN 3-88400-435-2).
- Gerhard Fouquet: Vom Meer zum Land. Indien 1502 aus der Sicht eines deutschen Reisenden. In: Stephan Conermann, Jan Kusber (Hrsg.): Studia Eurasiatica. Kieler Festschrift für Hermann Kulke zum 65. Geburtstag (= Asien und Afrika. Bd. 10). EB-Verlag, Hamburg 2003, ISBN 3-930826-99-2, S. 71–95.
- Gernot Giertz (Hrsg.): Vasco da Gama. Die Entdeckung des Seewegs nach Indien, 1497–1499. Edition Erdmann, Wiesbaden 2011, ISBN 978-3-86539-822-2.
- Philippe Haudrère, Gérard le Bouëdec: Les Compagnies des Indes. Éditions Ouest-France, Rennes 1999, ISBN 2-7373-2169-7.
- W. Bruce Lincoln: Die Eroberung Sibiriens. Piper, München u. a. 1996, ISBN 3-492-03441-1.
- Pius Malekandathil: The Germans, the Portuguese and India (= Periplus Parerga. Bd. 6). Lit, Münster 1999, ISBN 3-8258-4350-5.
- Gudrun Ziegler: Der achte Kontinent. Die Eroberung Sibiriens. Ullstein, Berlin 2005, ISBN 3-550-07612-6.

### Zur Expansion in Amerika
- Frank Bardelle: Freibeuter in der Karibischen See. Zur Entstehung und gesellschaftlichen Transformation einer historischen „Randbewegung“. Verlag Westfälisches Dampfboot, Münster 1986, ISBN 3-924550-20-4 (Zugleich: Münster, Universität, Dissertation, 1986: Das Freibeuterwesen in der Karibischen See im 16., 17. Jahrhundert.).
- Urs Bitterli: Die „Wilden“ und die „Zivilisierten“. Grundzüge einer Geistes- und Kulturgeschichte der europäisch-überseeischen Begegnung. 3. Auflage. Beck, München 2004, ISBN 3-406-35583-8.
- Alfred W. Crosby: Ecological imperialism. The biological expansion of Europe, 900–1900. Reprinted edition. Cambridge University Press, Cambridge 1994, ISBN 0-521-32009-7.
- John Hemming: The Conquest of the Incas. Pan Books, London 2004, ISBN 0-330-42730-X.
- Felix Hinz: „Hispanisierung“ in Neu-Spanien 1519–1568. Transformation kollektiver Identitäten von Mexica, Tlaxkalteken und Spaniern (= Schriftenreihe Studien zur Geschichtsforschung der Neuzeit. Bd. 45). 3 Bände. Kovač, Hamburg 2005, ISBN 3-8300-2070-8 (Zugleich: Köln, Universität, Dissertation, 2004).
- Teresa Pinheiro: Aneignung und Erstarrung. Die Konstruktion Brasiliens und seiner Bewohner in portugiesischen Augenzeugenberichten 1500–1595 (= Beiträge zur Kolonial- und Überseegeschichte. Bd. 89). Steiner, Stuttgart 2004, ISBN 3-515-08326-X (Zugleich: Paderborn, Universität, Dissertation, 2002).
- Hans Pohl: Die Wirtschaft Hispanoamerikas in der Kolonialzeit (1500–1800) (= Wissenschaftliche Paperbacks. 25). Steiner, Stuttgart 1996, ISBN 3-515-05518-5.
- Claudia Schnurmann: Europa trifft Amerika. Atlantische Wirtschaft in der frühen Neuzeit 1492–1783 (= Fischer 60127). Fischer-Taschenbuch-Verlag, Frankfurt am Main 1998, ISBN 3-596-60127-4.
- Hugh Thomas: Die Eroberung Mexikos. Cortés und Montezuma. S. Fischer, Frankfurt am Main 1998, ISBN 3-10-078003-5.
- Tzvetan Todorov: Die Eroberung Amerikas. Das Problem des Anderen (= Edition Suhrkamp. 1213 = NF 213). 8. Druck. Suhrkamp, Frankfurt am Main 2002, ISBN 3-518-11213-9.
- Howard Zinn: Eine Geschichte des Amerikanischen Volkes. Band 2: Unabhängigkeitserklärung, Revolution und das Aufbegehren der Frauen. Schwarzerfreitag, Berlin 2006, ISBN 3-937623-52-3.

### Zur Expansion in Ozeanien
- James Cook: Entdeckungsfahrten im Pacific. Die Logbücher der Reisen von 1768 bis 1779. Herausgegeben von A. Grenfell Price. 4. Auflage. Edition Erdmann in Thienemanns Verlag, Stuttgart u. a. 1983, ISBN 3-522-61040-7.
- Stuart Macintyre: A Concise History of Australia. 3rd edition. Cambridge University Press, Cambridge u. a. 2009, ISBN 978-0-521-73593-3.